# 西宮北口駅
西宮北口駅（にしのみやきたぐちえき）は、兵庫県西宮市高松町にある、阪急電鉄の駅。副駅名は阪急西宮ガーデンズ前。駅番号はHK-08。

## 概要
西宮市の中心駅で、市内では最大の乗降客数を誇る。
神戸本線と今津線が接続する乗換駅でもあり、今津線は当駅を境に宝塚方面は「今津北線」、今津方面は「今津南線」と呼ばれることがある。神戸本線の列車は、今津線と直通する列車を除いて車掌及び運転士は当駅で交代する。
神戸本線と今津北線の間を直通運転する準急・直通特急・臨時急行を除く（後記「のりば」参照）全営業列車が停車する。神戸本線の急行は当駅以西で各駅に停車する。
かつては国鉄東海道本線西ノ宮駅（現在のJR西日本西宮駅）や阪神本線西宮駅と区別するため、当駅周辺の住民を中心に「キタグチ（北口）」と称されることが多かったが、現在は若年層を中心に「ニシキタ（西北）」と称されることが多く、西宮北口界隈を紹介するメディアや当駅周辺の分譲マンション広告などでも『ニシキタ』の呼称が一般的である。
大阪（大阪梅田駅）と神戸（神戸三宮駅）のほぼ中間に位置している。

## 歴史
阪急電鉄の前身である箕面有馬電気軌道が、灘循環電気軌道を買収して十三線の名称で阪神間の新線を計画した際は、この地域は今より北の門戸厄神付近を経由する、現在の山陽新幹線および国道171号のルートに相当するルートで申請されていた。これは十三線の敷設が主に伊丹一帯の開発を名目としていたためであり、また十三線の申請以前に宝塚 - 西宮香櫨園（現在の阪神本線香櫨園駅付近）間の免許を箕面有馬電気軌道が所有していたため、それと接続する形を取ったからでもあった。
しかし阪神間を高速で結ぶ目的を達するため、同社は伊丹へは支線の伊丹線を開業させることで代替とし、南の塚口を経由する短絡ルートへ変更した。それに伴い宝塚駅から南下する計画線との接続点も変更され、結果両線の接続および車庫の設置を目的とし、当地に駅が開設されることになった。
開業時、駅は西宮町（1925年に市制施行で西宮市となる）の市街地から大きく離れ、武庫郡瓦木村（1942年に同市へ編入）に属する農村地帯に存在したが、当初より「瓦木」ではなく「西宮北口」を名乗った。これは、宝塚駅からの支線（西宝線として1922年に開業）をさらに南下させ、西宮の市街地まで延伸させる計画があり、それとの接続点ともなる予定であったからだと言われている。しかし、この西宮市街地への延伸計画は実現せず未成線となり、代わりに阪神本線への接続を図る計画が立てられ、それを1926年に実施して現在の今津線となった。後述するダイヤモンドクロスはこのとき生じている。現在西宮市内にある阪急電鉄の駅の中では、最も後に西宮市に編入された駅でもある。
1946年（昭和21年）10月14日には、当駅のホームにおいて漫才師・ミスワカナ（初代）が心臓発作のため急逝（享年36）するという出来事もあった。

### 年表
- 1920年（大正9年）7月16日：阪神急行電鉄神戸線（現在の阪急電鉄神戸本線）開通と同時に開業[5]。
- 1921年（大正10年）9月2日：西宝線として宝塚駅 - 当駅間開業[5]。
- 1926年（大正15年）12月18日：当駅 - 今津駅間が開業[5]。宝塚駅 - 今津駅間が今津線となる[2]。神戸線と今津線の間で平面軌道交差が生じる[2]（後述）。
- 1959年（昭和34年）冬：7号線を分断、宝塚方面折り返し用とする[6]。
- 1960年（昭和35年）12月：地下道を設置[6]。
- 1973年（昭和48年）10月28日：自動改札機を設置し、供用開始[7]。
- 1982年（昭和57年）5月24日：橋上駅化工事起工[8]。
- 1984年（昭和59年）3月25日：駅改装に伴い駅構内のダイヤモンドクロスが廃止[9]。今津線の運行系統が当駅を境に分断される[10]。
- 1985年（昭和60年）3月：構内地下道廃止[10]。
- 1986年（昭和61年）10月：南北の改札口を橋上駅舎化[10]。
- 1987年（昭和62年）4月6日：橋上駅舎完成[5][10][11]。
- 1995年（平成7年）
  - 1月17日：兵庫県南部地震（阪神・淡路大震災）発生[12]。神戸本線は当駅 - 夙川駅間の高架橋が崩壊し線内で最も甚大な被害を被り、今津線も全線が不通となった[12]。
  - 1月18日：梅田駅（現・大阪梅田駅） - 当駅間が復旧[12]。
  - 1月23日：門戸厄神駅 - 当駅 - 今津駅間が復旧[13]。
  - 6月12日：当駅 - 夙川駅間が復旧、阪急線全区間の復旧が完了[14]。
- 2009年（平成21年）1月17日：5号線ホームを8号線上の仮設ホームに移設[15]。
- 2010年（平成22年）12月5日：5号線ホーム高架化[16]。改札口2か所増設（東改札口・南東改札口）[16]。8号線上に踏切新設（西宮北口南踏切）。
- 2013年（平成25年）12月21日：駅ナンバリング導入[17][18]。
- 2023年（令和5年）5月1日：2020年以降新型コロナウイルスの影響を受け使用を停止していた喫煙ルームを閉鎖[19]。

## 駅構造
神戸本線ホームと今津（北）線ホームは橋上駅であるが、今津（南）線ホームにあたる5号線のみ高架駅となっている。改札口は、7号線ホーム横の北西口が廃止されて以降、長らく2階コンコースに南側1か所・北側1か所の計2か所であったが、5号線ホーム高架化完成に合わせて南側2か所・北側1か所、5号線ホーム南端1か所の計4か所に増設された。阪急電鉄の駅で、改札が4ヶ所ある駅は珍しいケースである。
橋上駅舎の外周には、環状のペデストリアンデッキが設けられており、神戸本線と今津線の2線によって分かれる4つの駅周辺地域を自由に行き来できるようになっている。東半分は橋上駅舎化された際に開通していたものの、西半分は資材置き場などに使用されたまま20年以上放置されていたが、2005年（平成17年）11月下旬になってようやく開通した。
2010年12月に5号線が高架化されてからは、5号線ホームがペデストリアンデッキと同一階となり、南側のペデストリアンデッキが駅構内により分断されている。このため、当駅の南東側と南西側の間を通行する場合には地平部に降りる必要があるが、動線の機能補償として、地上階に自由通路と踏切（西宮北口南踏切）、コンコース階とつなぐ2基のエレベーター（各13人乗り）が設置されている。南東側と南西側を行き来する場合でも、ペデストリアンデッキからエレベーターで地上に降り、自由通路と踏切を通過して行き来することができる。
以前は、南北に分断された今津線を高架化によって再度繋げる計画があり、その計画では今津線ホームが3階部分を通ることを想定していたために、橋上駅舎を支持する一部の柱はその計画に対応して太くなっている。しかし今津南線の5号線ホームは2階部に建設されたため、南北の線路が再び繋がる可能性は事実上無くなっている。
高架化される前の5号線ホーム北側（1号線降車ホーム南側）の連絡通路部には臨時改札口があった。この臨時改札口は、阪急西宮スタジアムでのイベント開催時（主にプロ野球阪急ブレーブス⇒オリックス・ブレーブス公式戦、西宮競輪やコンサートなど）に使用されたが、阪急西宮スタジアム閉鎖により使用される見込みがなくなったことから、後にシャッターの2/3は撤去され出入口の付いた壁となっていたが、5号線ホームの高架化に合わせて取り壊された。また、橋上駅舎化されてからも暫くは7号線降車ホーム横（現在の北西口出入口付近）に旧来の西改札口が残存していたため、その名残で7号線降車ホームとコンコースを連絡するエスカレーターは2基設置されている。

### のりば
| 号線 | 路線      | 方向 | 行先                 | 備考                      |
| ---- | --------- | ---- | -------------------- | ------------------------- |
| 1・2 | ■神戸本線 | 下り | 神戸三宮・新開地方面 | 回送列車は2号線に発着     |
| 3・4 | ■神戸本線 | 上り | 十三・大阪梅田方面   |                           |
| 5    | ■今津線   | 南線 | 今津行き             |                           |
| 6・7 | ■今津線   | 北線 | 宝塚方面             | 6号線はラッシュ時のみ使用 |

#### 神戸本線：1 - 4号線
待避設備を持つ4面4線（うち島式ホーム2面）となっており、ホーム有効長はいずれも10両編成に対応している。1号線と4号線は両側をホームで挟む構成であり、外側の単式ホーム2つは降車専用となっている。3・4号線ホームは、降車ホームを若干削って拡幅された。また、1号線の大阪側と2号線の神戸側には折り返し線が隣接して設けられている。配線上では1号線と4号線が待避線、2号線と3号線が主本線であるが、混雑緩和と降車専用ホームの有効活用のため、2006年（平成18年）10月28日のダイヤ改正までは基本的に待避列車を主本線の2・3号線に入れ、速達列車を待避線の1・4号線に入れて追い越す形を基本としていた。現行ダイヤでは特急のスピードアップに合わせて、日中は基本的に特急が主本線の2・3号線、普通が待避線の1・4号線に入線している。4号線には通勤特急専用の乗車位置があり、朝ラッシュピーク時間帯の7:38発から8:26発まで使用される。

#### 今津南線：5号線
単式ホーム1面1線で、有効長は3両編成に対応している。このホームのみ高架構造となっており、コンコースと同じレベルで接続し、スムーズな乗り換えを可能としている。ホームの南端に南東改札口が設けられており、阪急西宮ガーデンズに直結するペデストリアンデッキに繋がっている。5号線は今津線の分断により当初は地上部に設けられ、ホーム真下には半地下構造の改札外通路が設置されていた。高架工事は駅近辺の線路高架化と共に実施されたが、駅部分については国土交通省の鉄道駅総合改善事業として行われたため、国や自治体から補助金の拠出を受けるため阪急グループの第三セクターである北大阪急行電鉄が工事に関係する施設を保有して事業主体となり阪急が受託する形で工事が実施された。この5号線の高架化工事の際には、2009年1月17日から2010年12月5日まで、5号線を閉鎖した上で旅客列車は全て8号線に設置された仮設ホームに発着していたが、この仮設ホームも旅客案内上は「5号線ホーム」としていた。なお、5号線のすぐ隣にあり、今津線車両の入出庫に使用されている8号線は高架化されず地平部に残されている。

#### 今津北線：6・7号線
頭端式ホーム3面2線で、有効長は6両編成に対応している。両端が降車専用、中央が乗車ホームとなっている。神戸本線4号線降車ホームとは壁一つ隔てて繋がっており、非常用の扉も設けられている。主に7号線を使用し、6号線は朝・夕方 - 夜間と臨時列車（主に阪神競馬開催日夕方の増発）の運転時に使用する。
6号線降車ホーム東側に神戸本線との渡り線（社内呼称9号線）があり、今津（北）線車両の入出庫と直通列車（直通特急・臨時急行・準急）が使用するが、ホームが存在しないことから上記直通列車は通過（運転停車）扱いとしている。渡り線のカーブ内側に沿った引き上げ線は西宮車庫の車両の入れ替えに使用されている。

### 配線図
|                                                                                        | ↑ 今津           |            |
| ← 大阪梅田                                                                             | 西宮北口駅配線図 | → 神戸三宮 |
|                                                                                        | ↓ 宝塚           |            |
| 凡例 出典:『鉄道ピクトリアル』2010年8月臨時増刊号 巻末付属の阪急電鉄線路配線略図による |                  |            |

### 写真で見る西宮北口駅

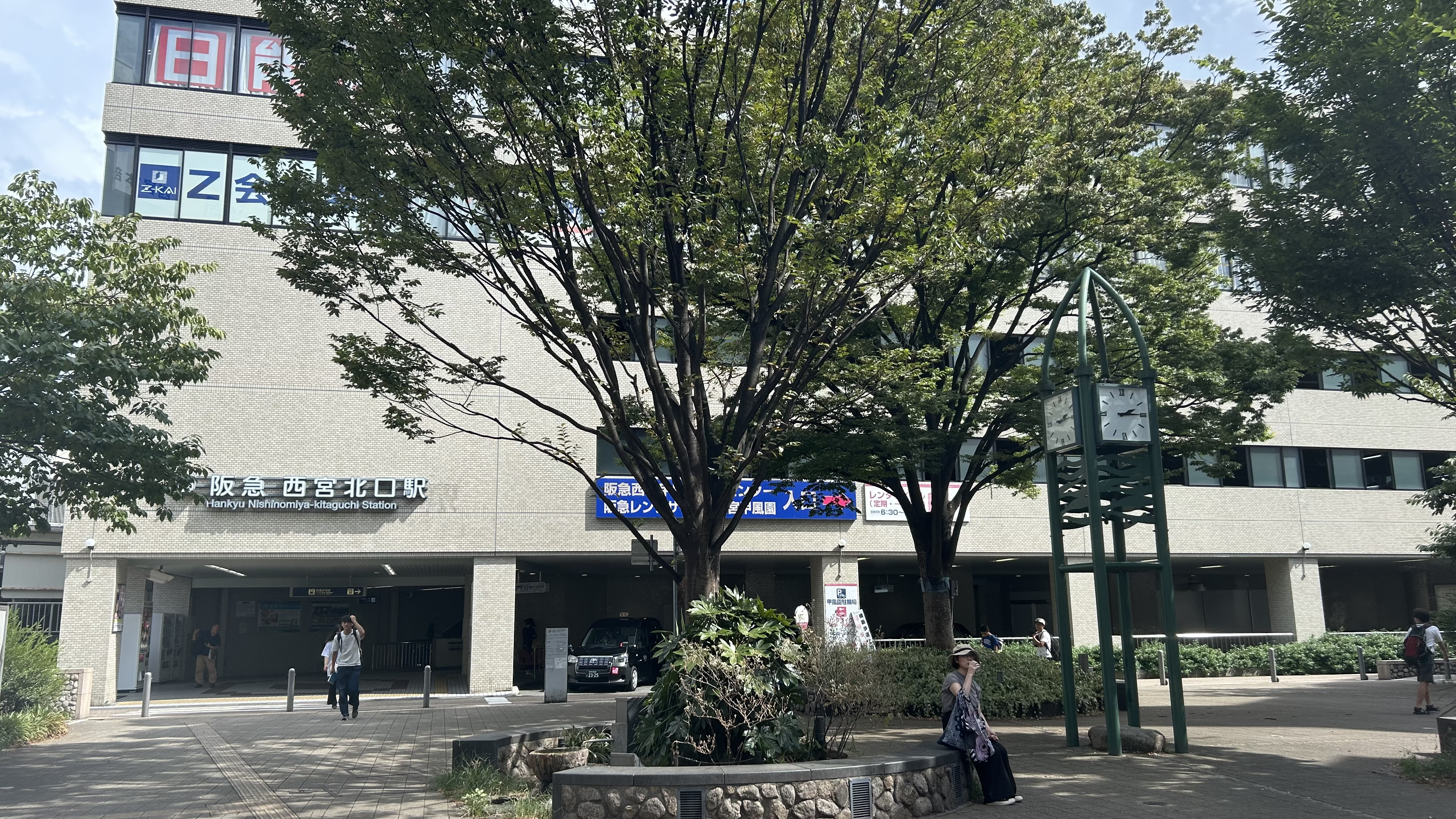
北西口
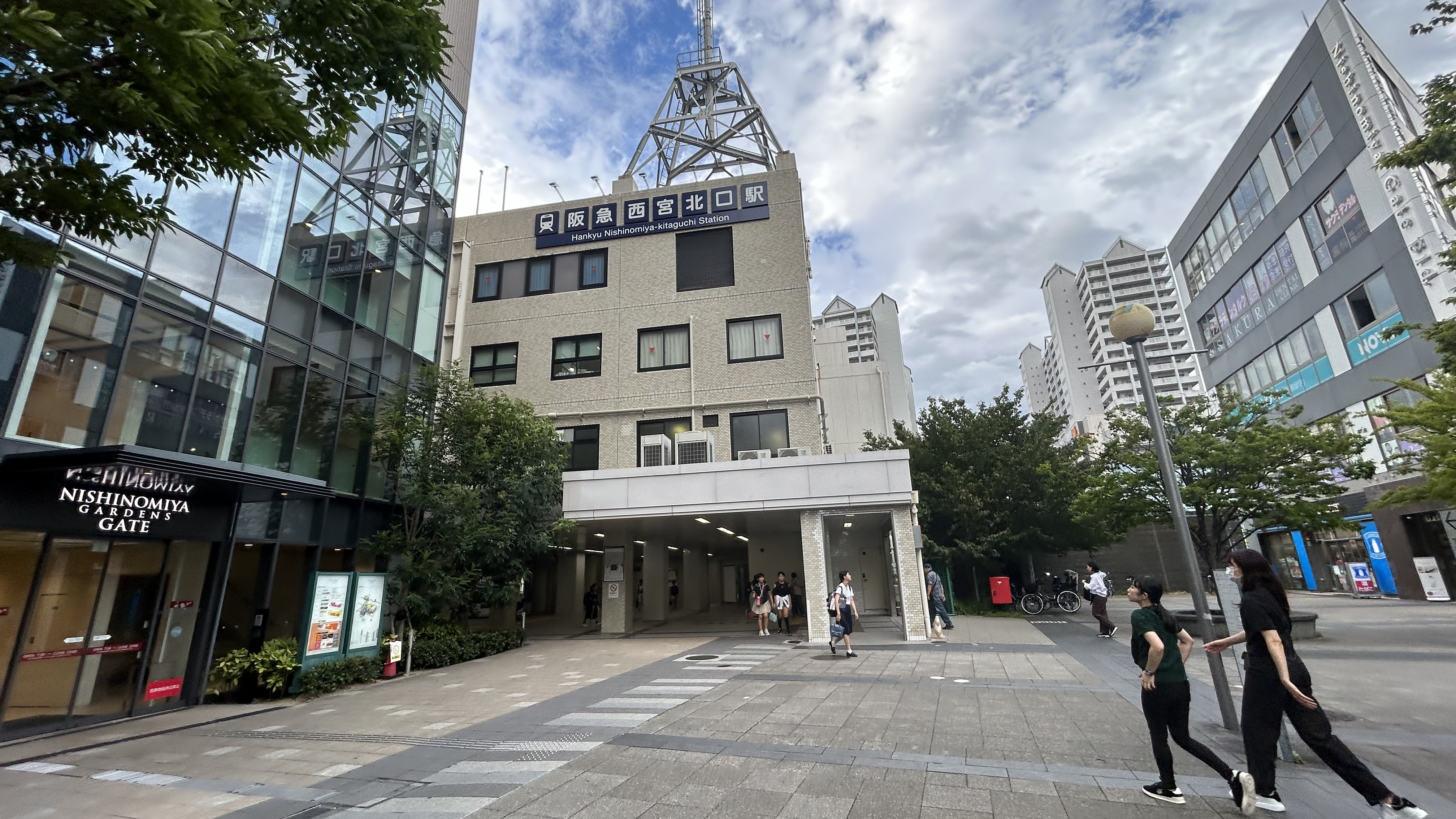
東口
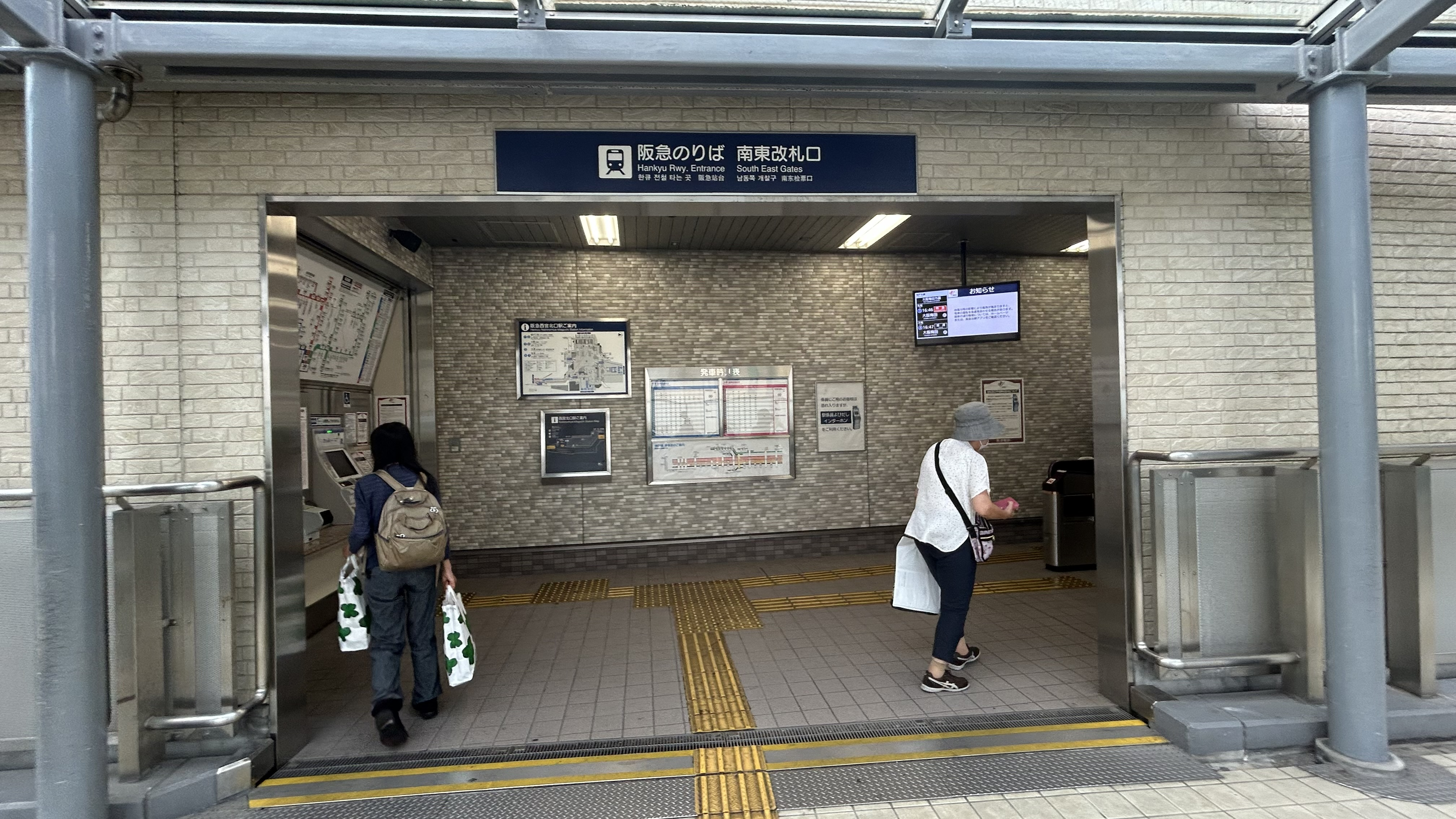
南東口
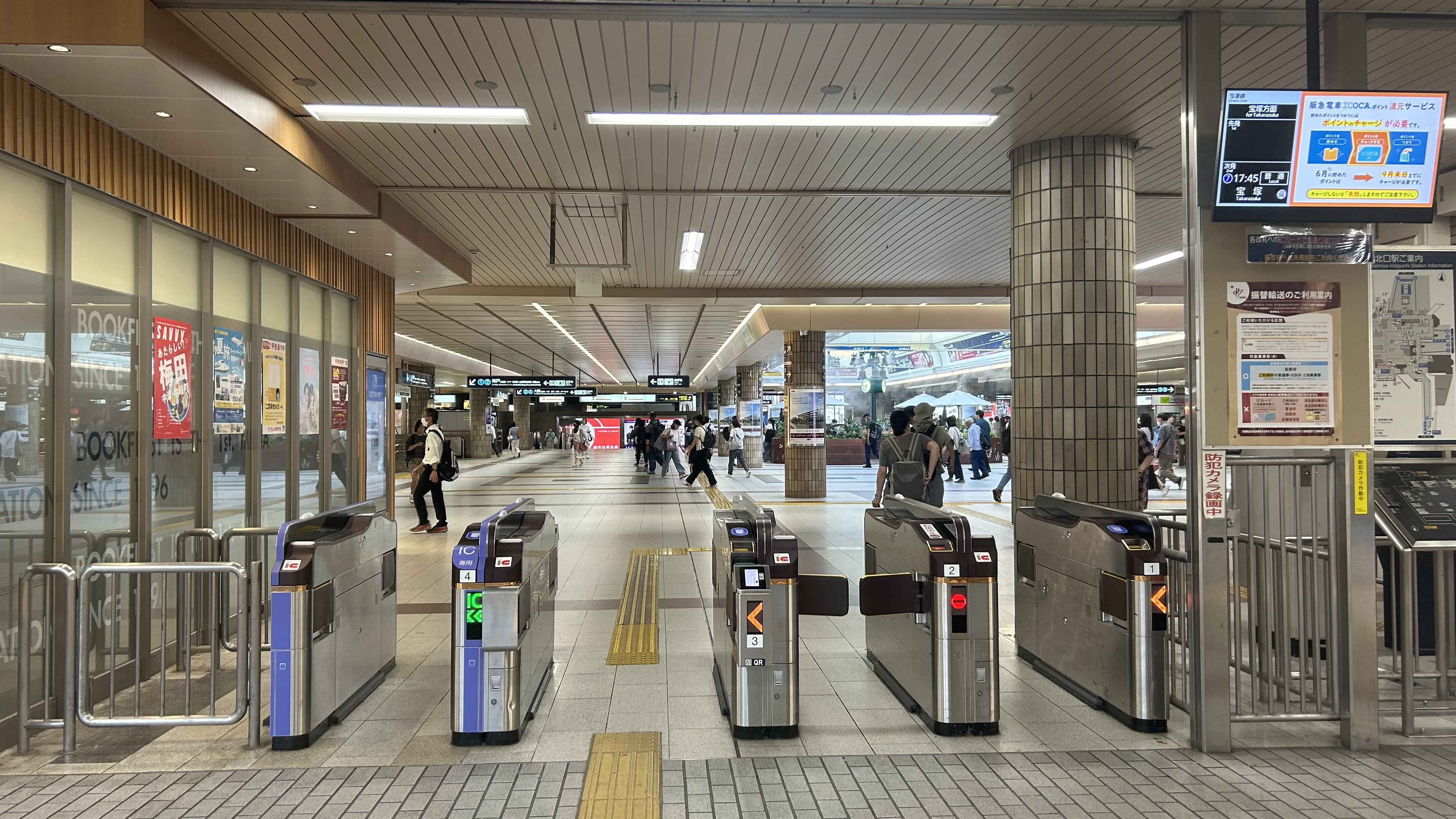
南改札口
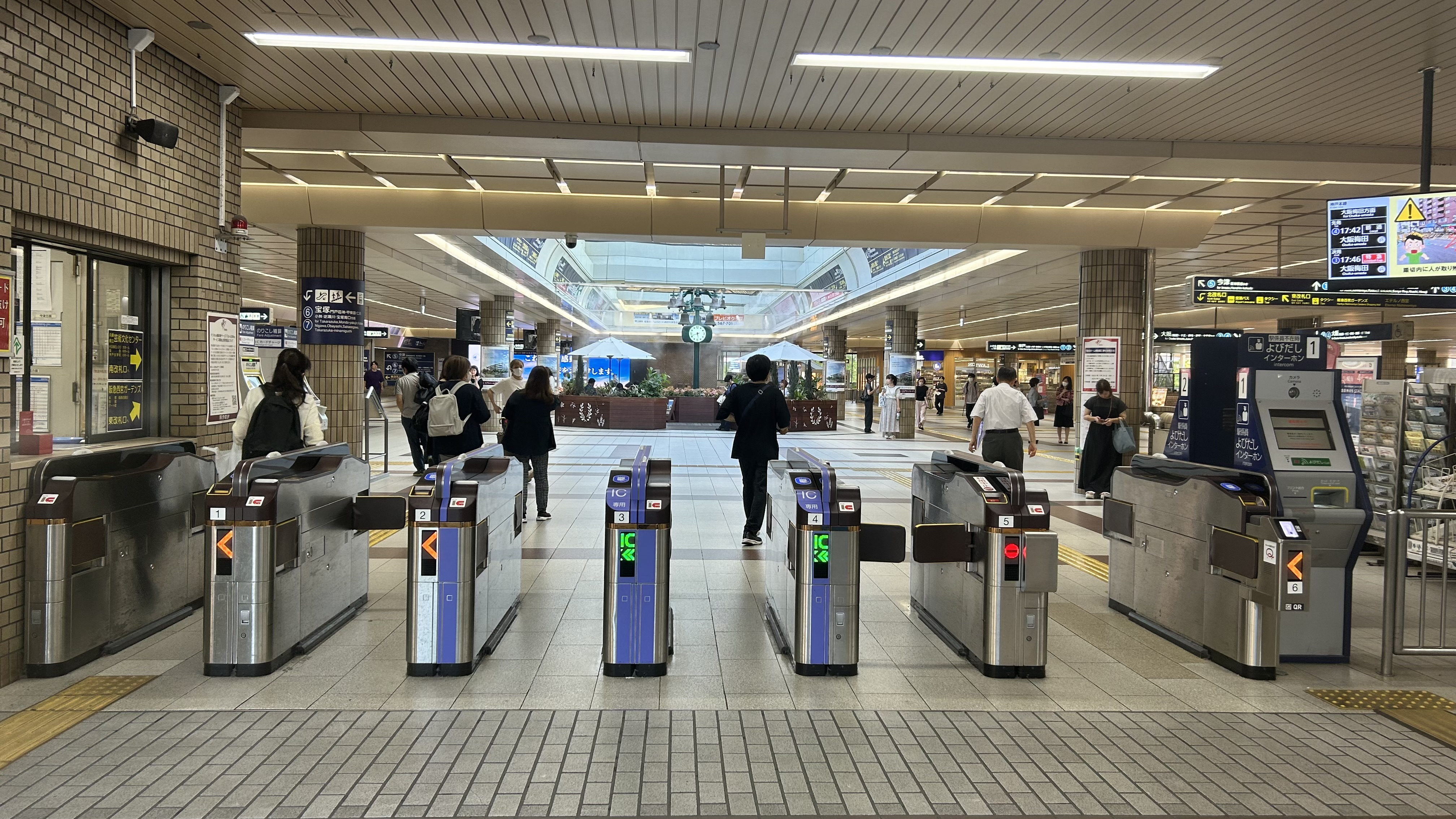
北改札口
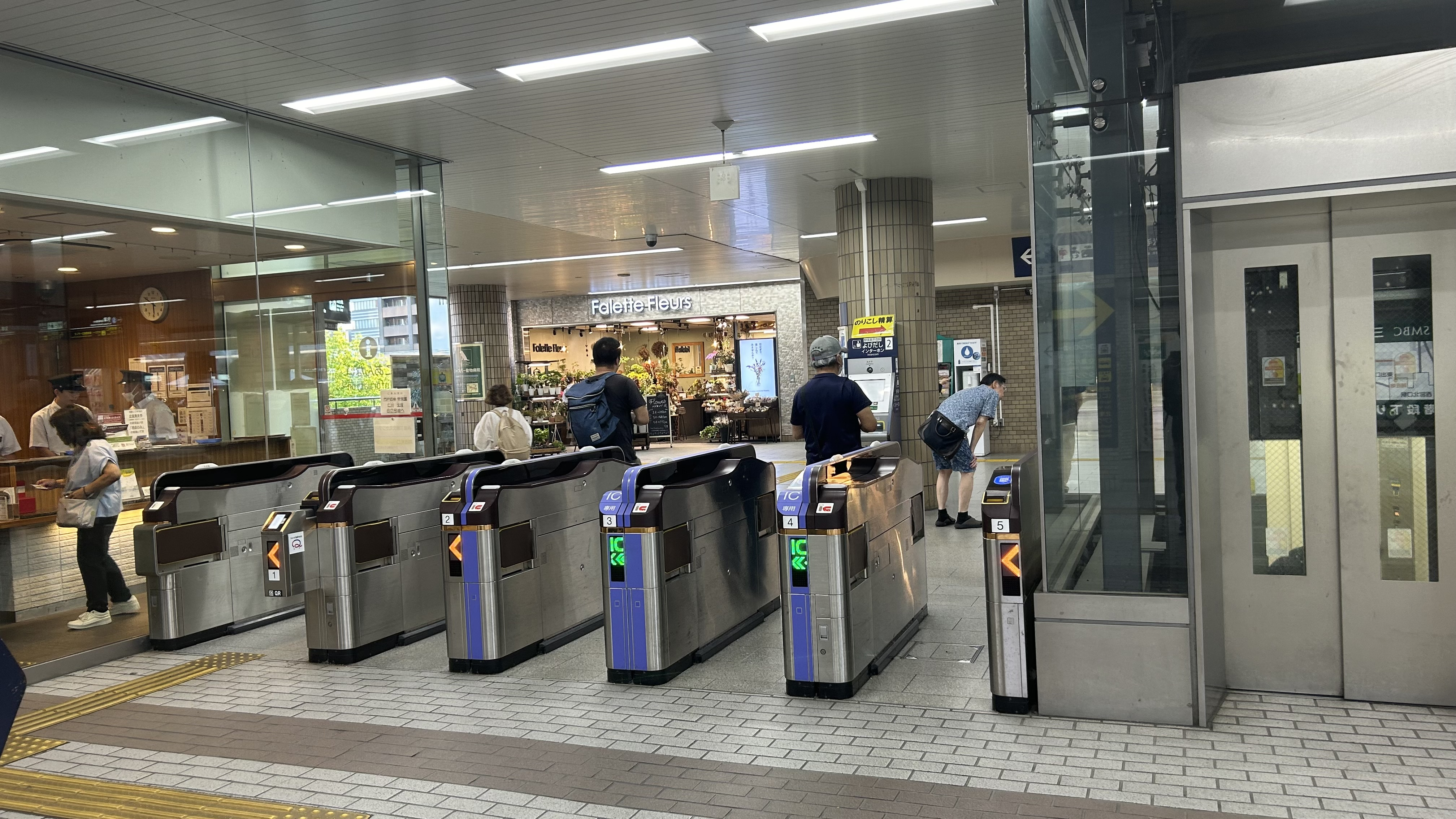
東改札口
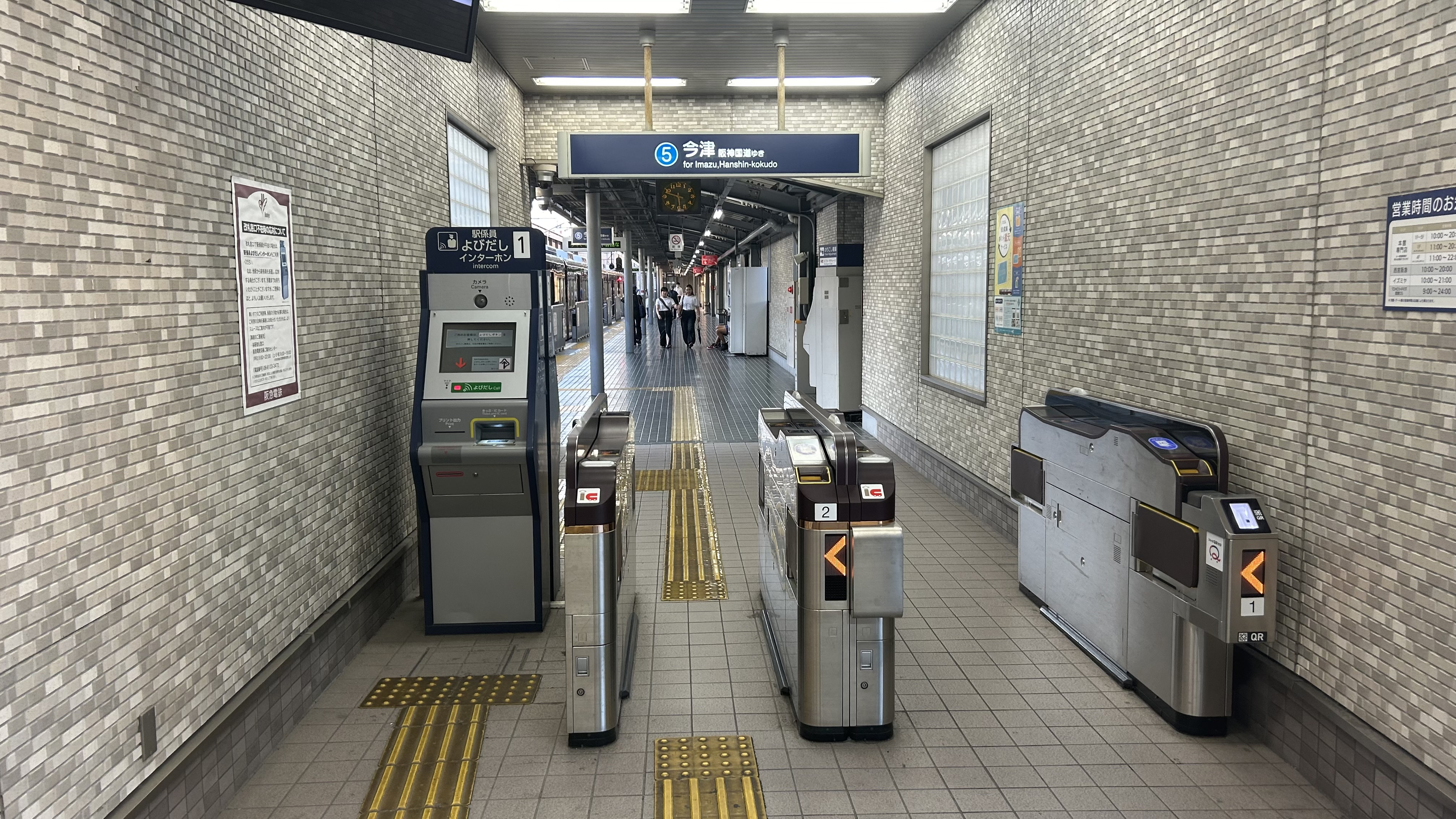
南東改札口
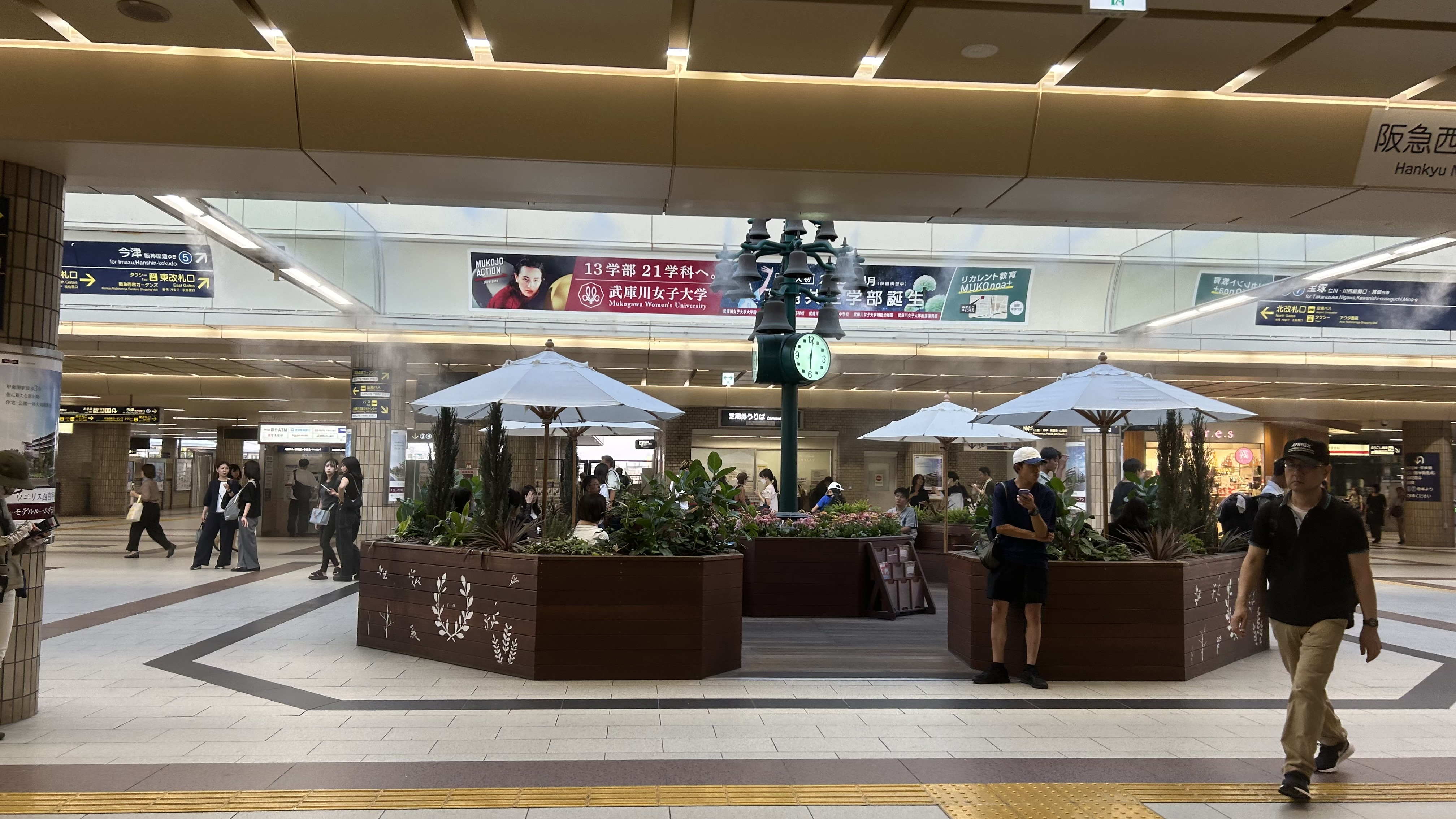
2階コンコース
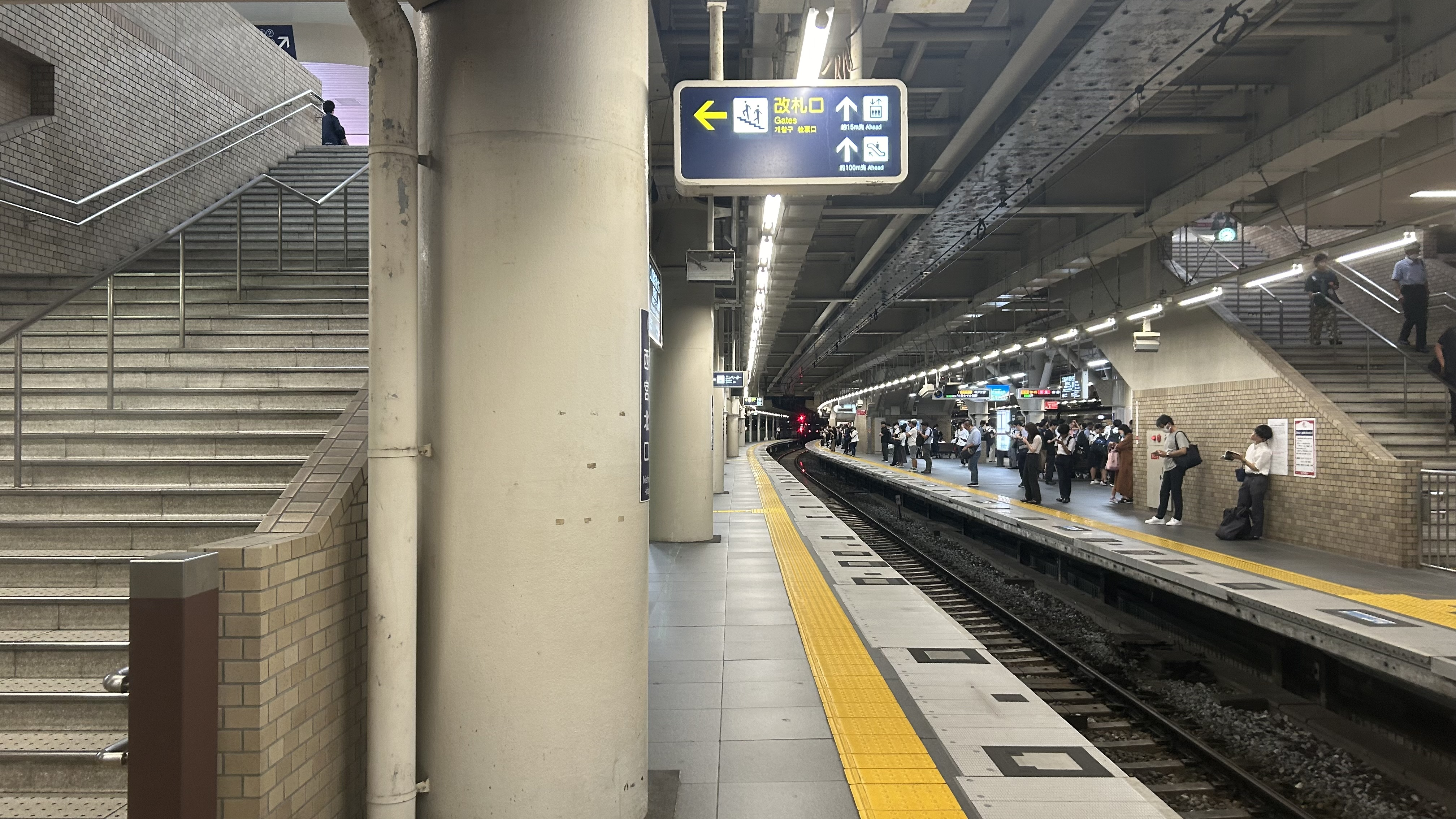
1号線降車専用ホーム
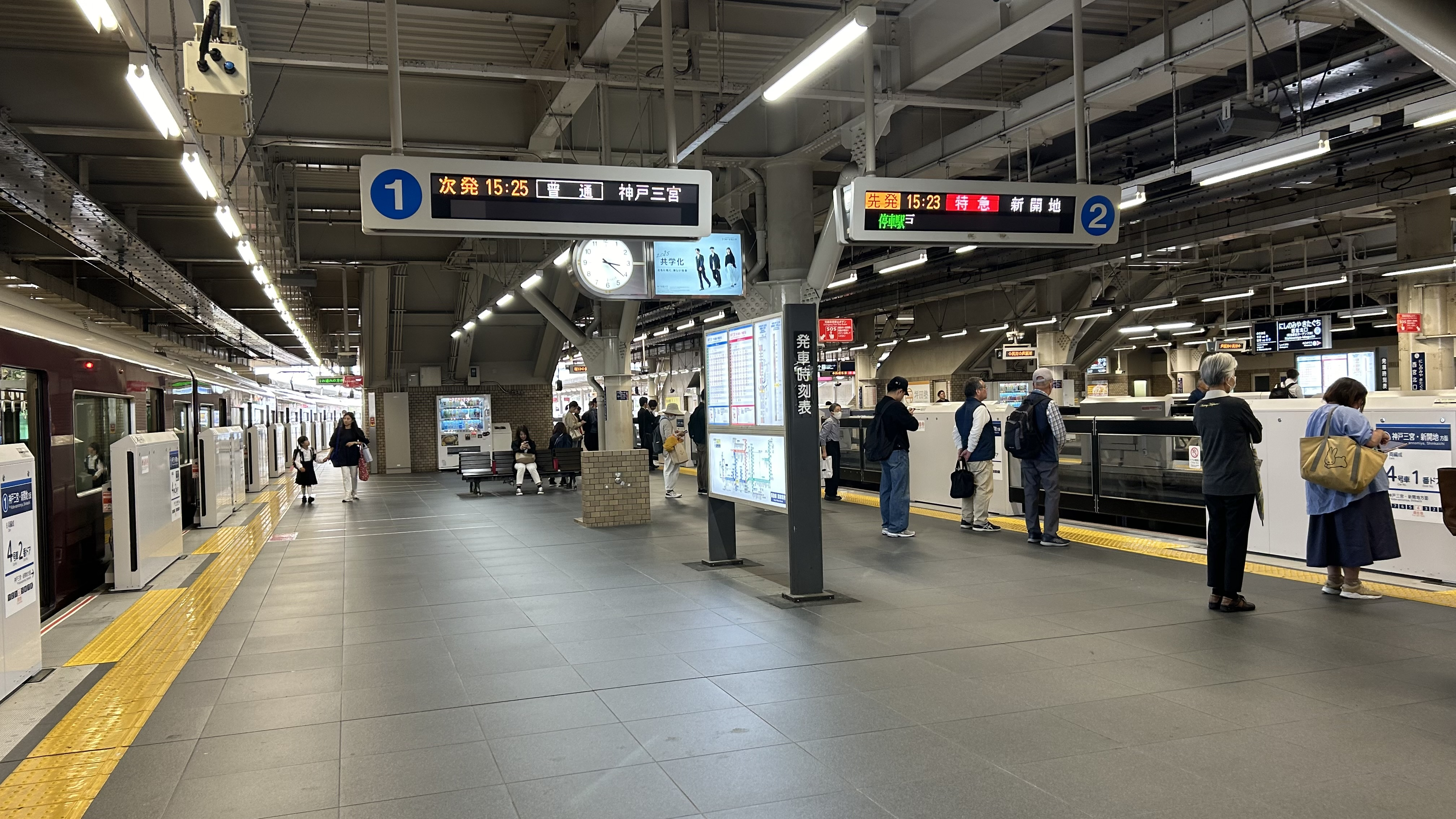
1 2号線ホーム
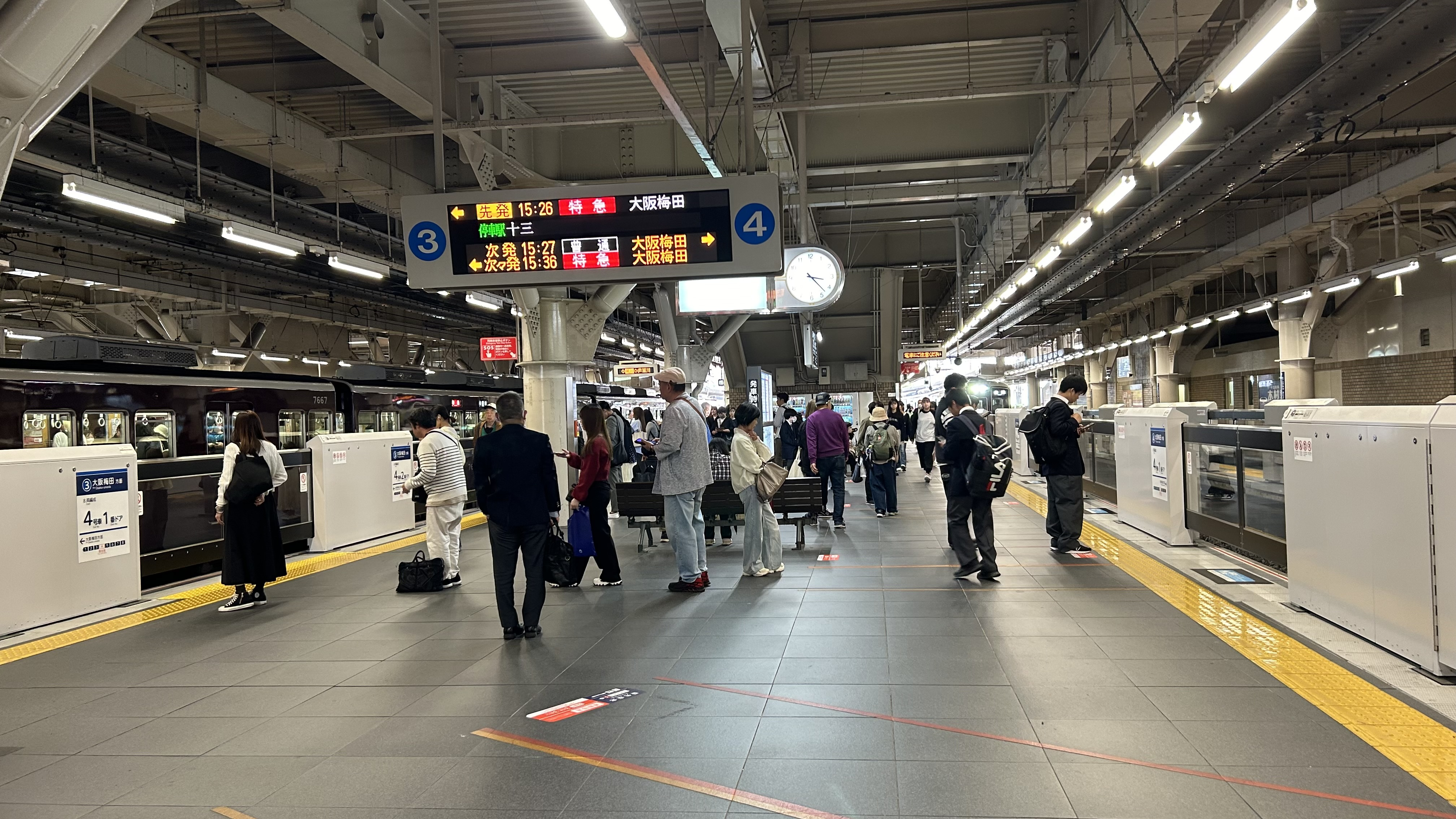
3 4号線ホーム
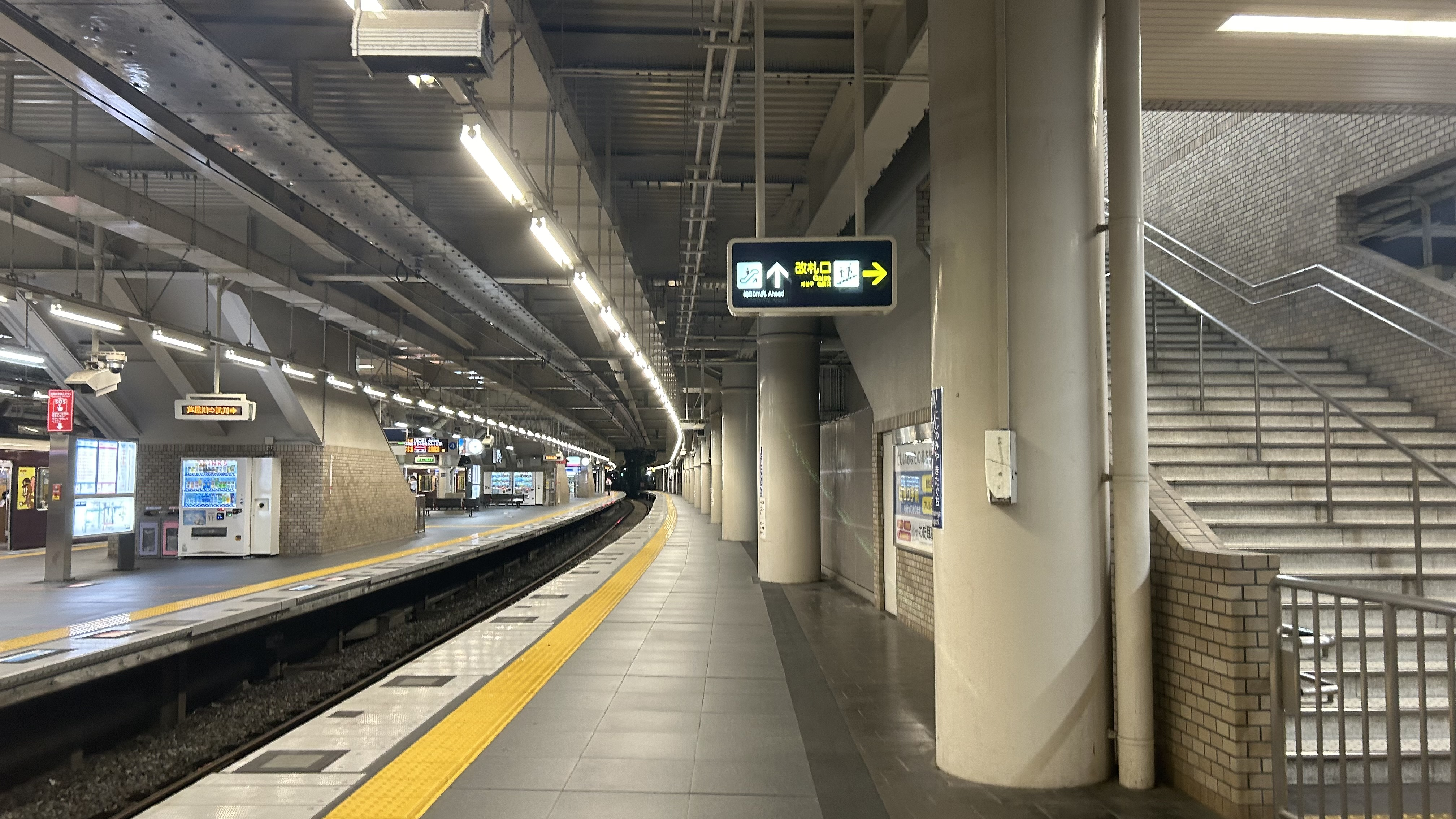
4号線降車専用ホーム
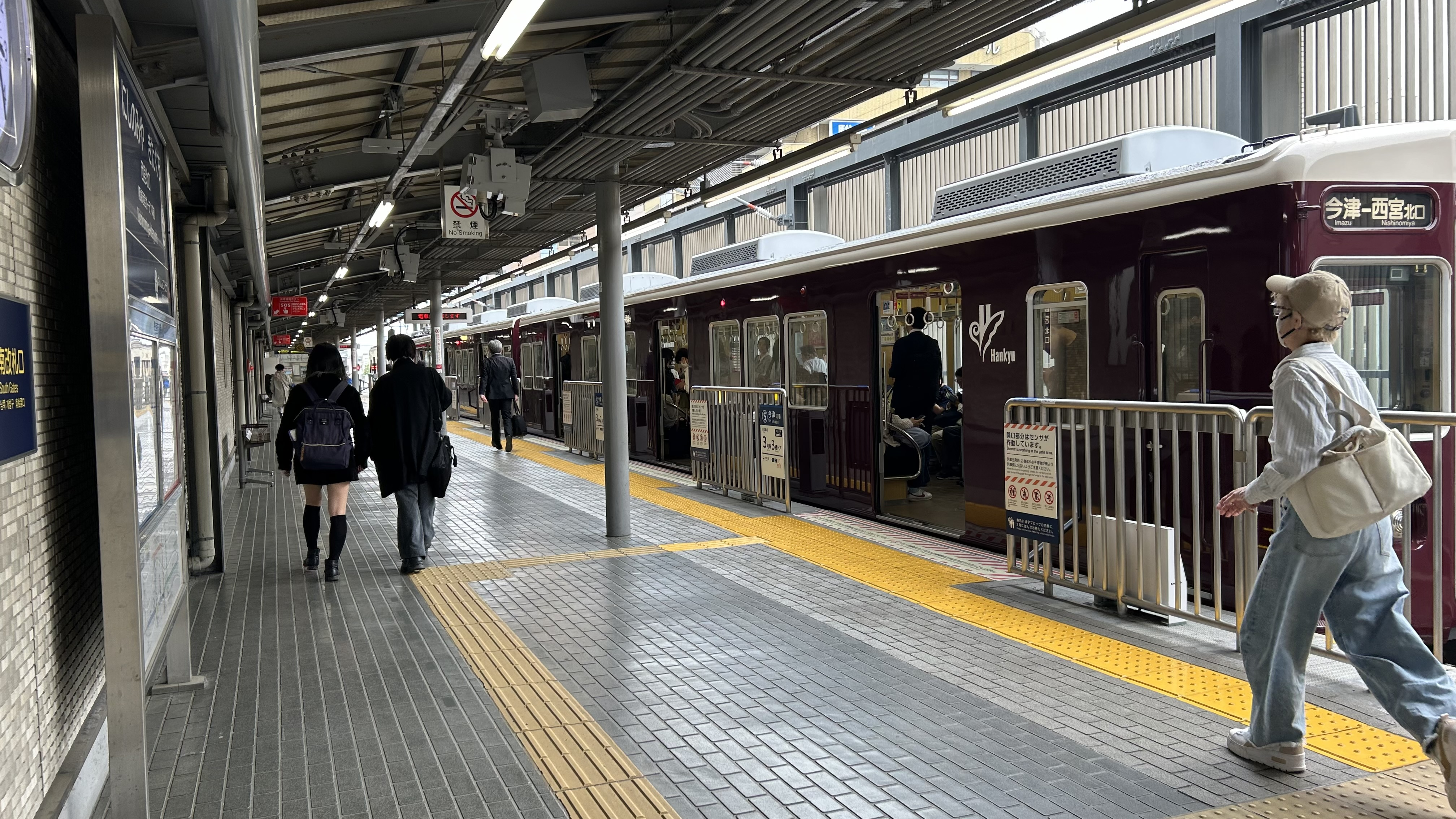
5号線ホーム
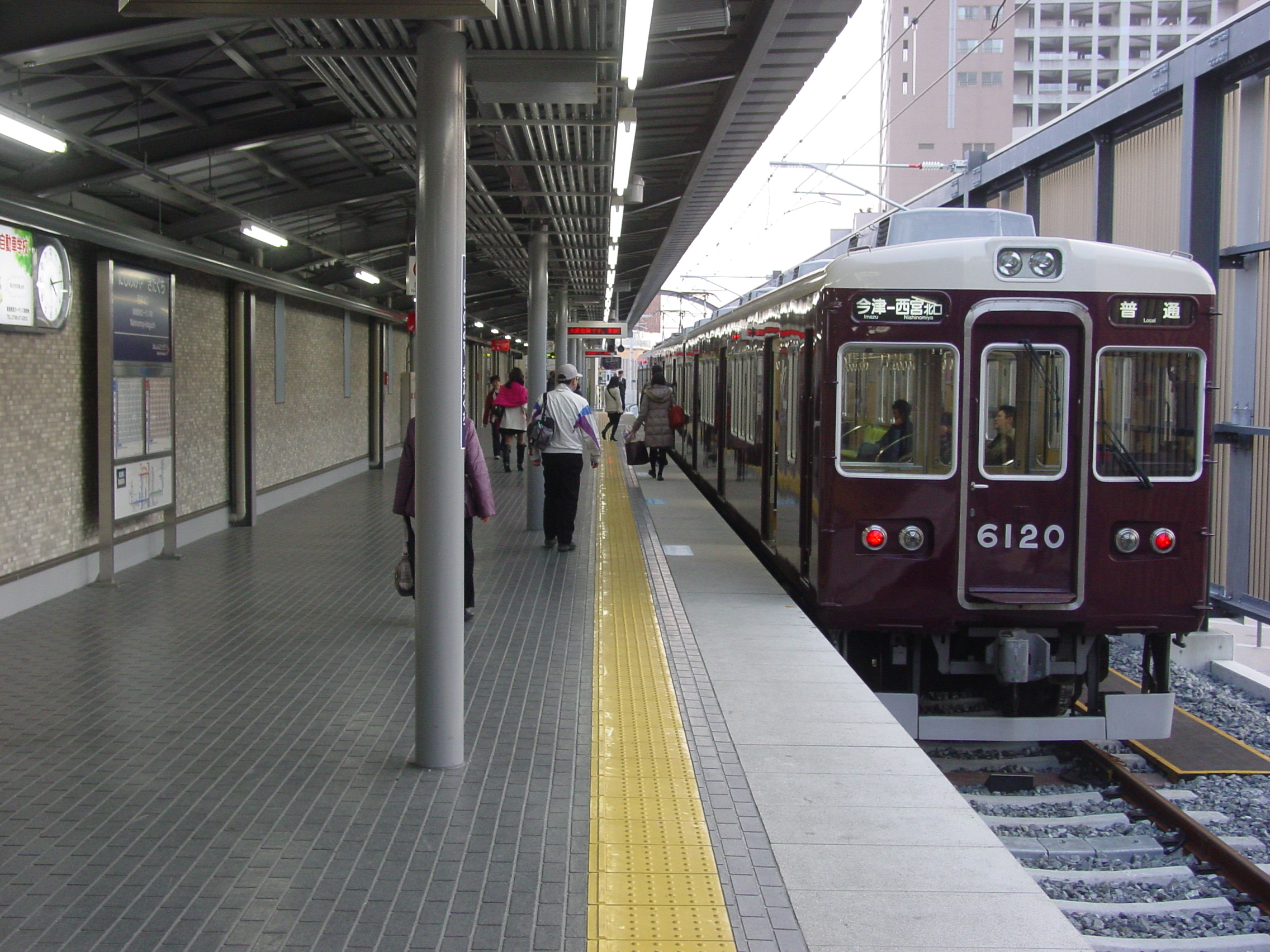
高架化された直後の5号線ホーム
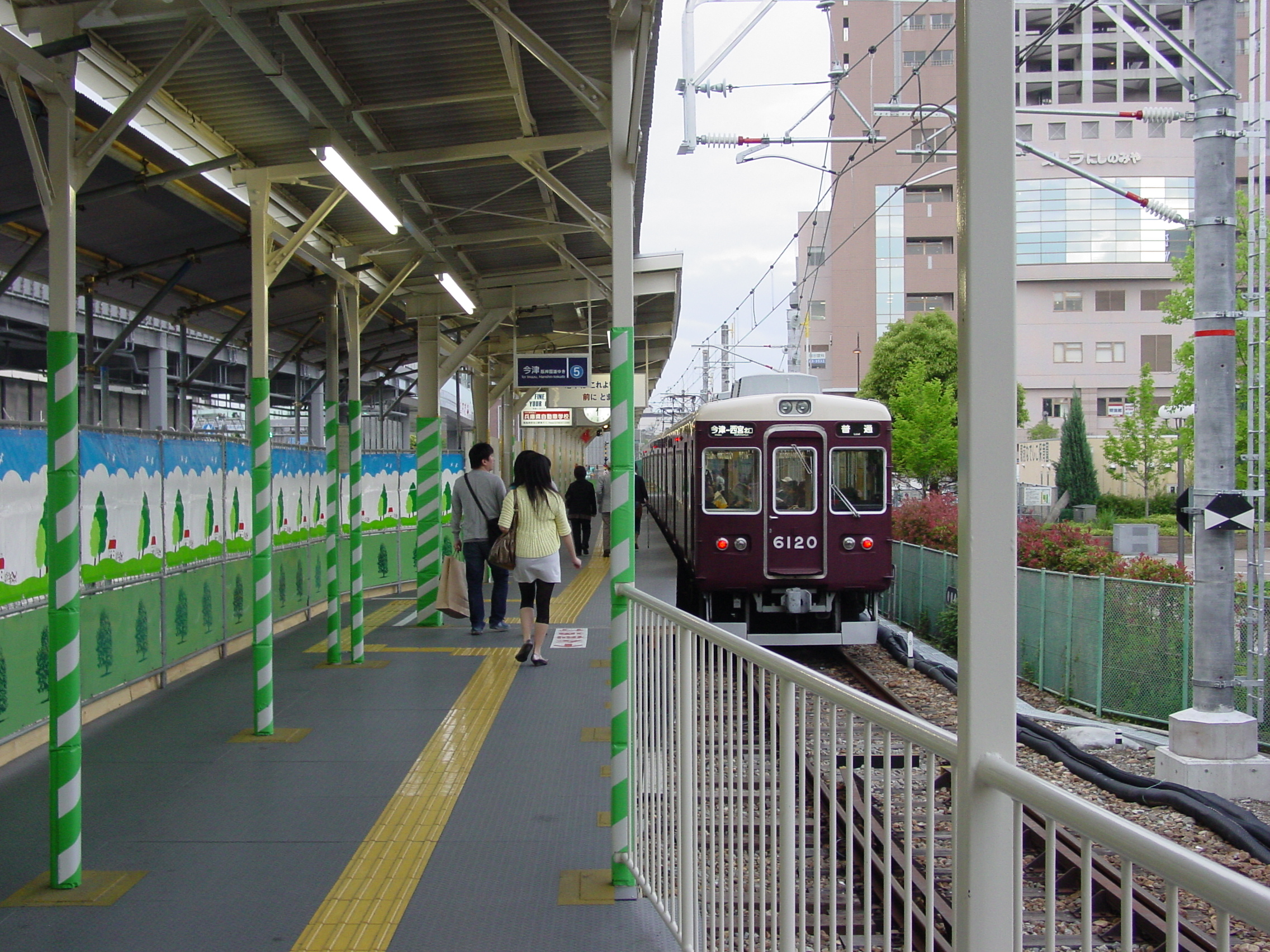
今津（南）線 高架化工事中に使用された5号線仮ホーム
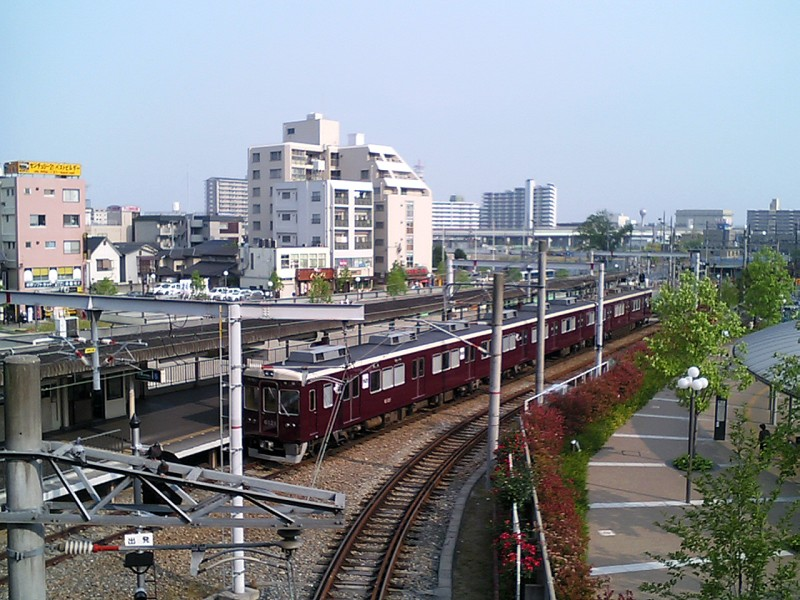
2007年（平成19年）の今津（南）線5号線旧ホーム。
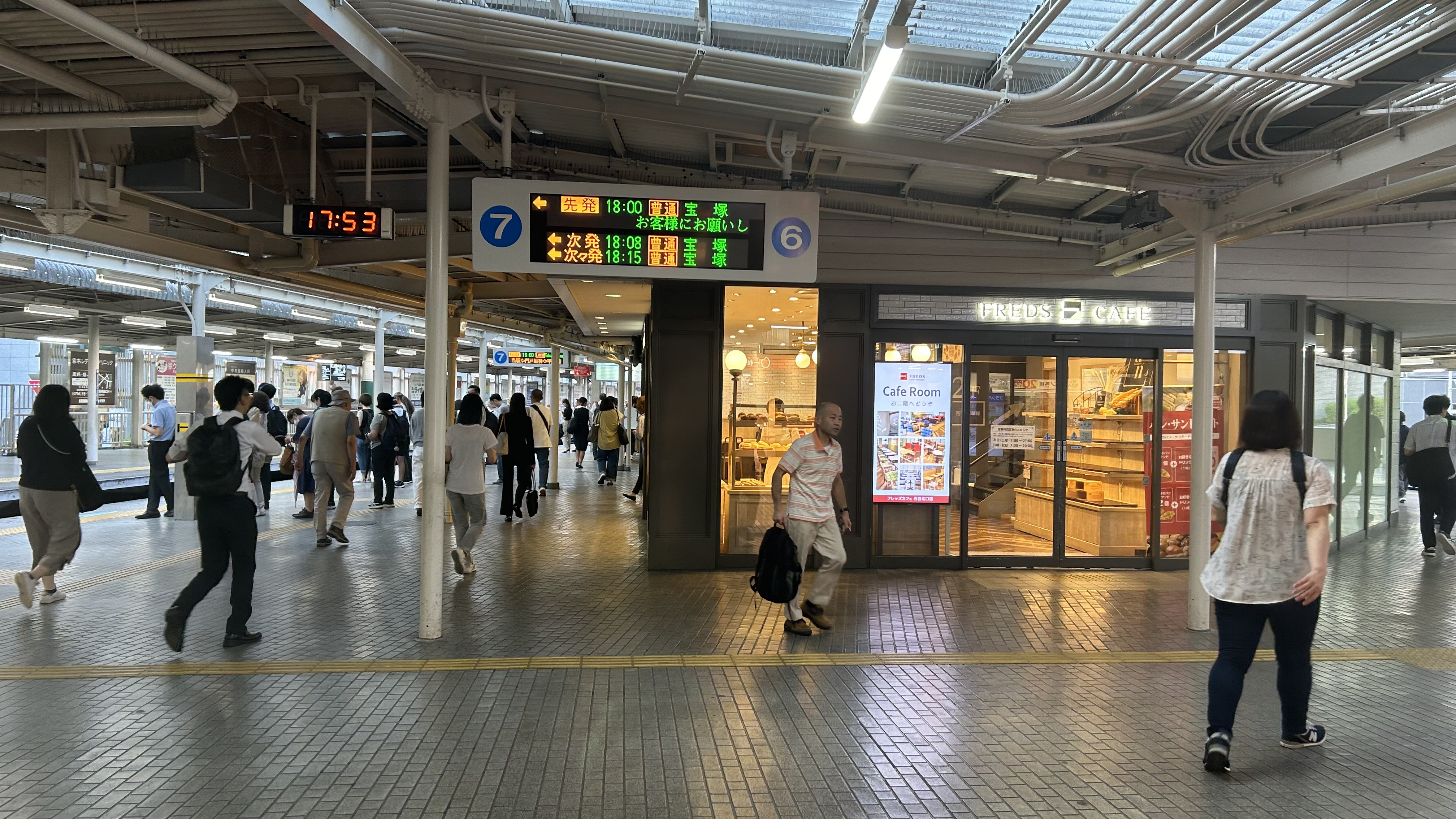
6・7号線ホーム全景
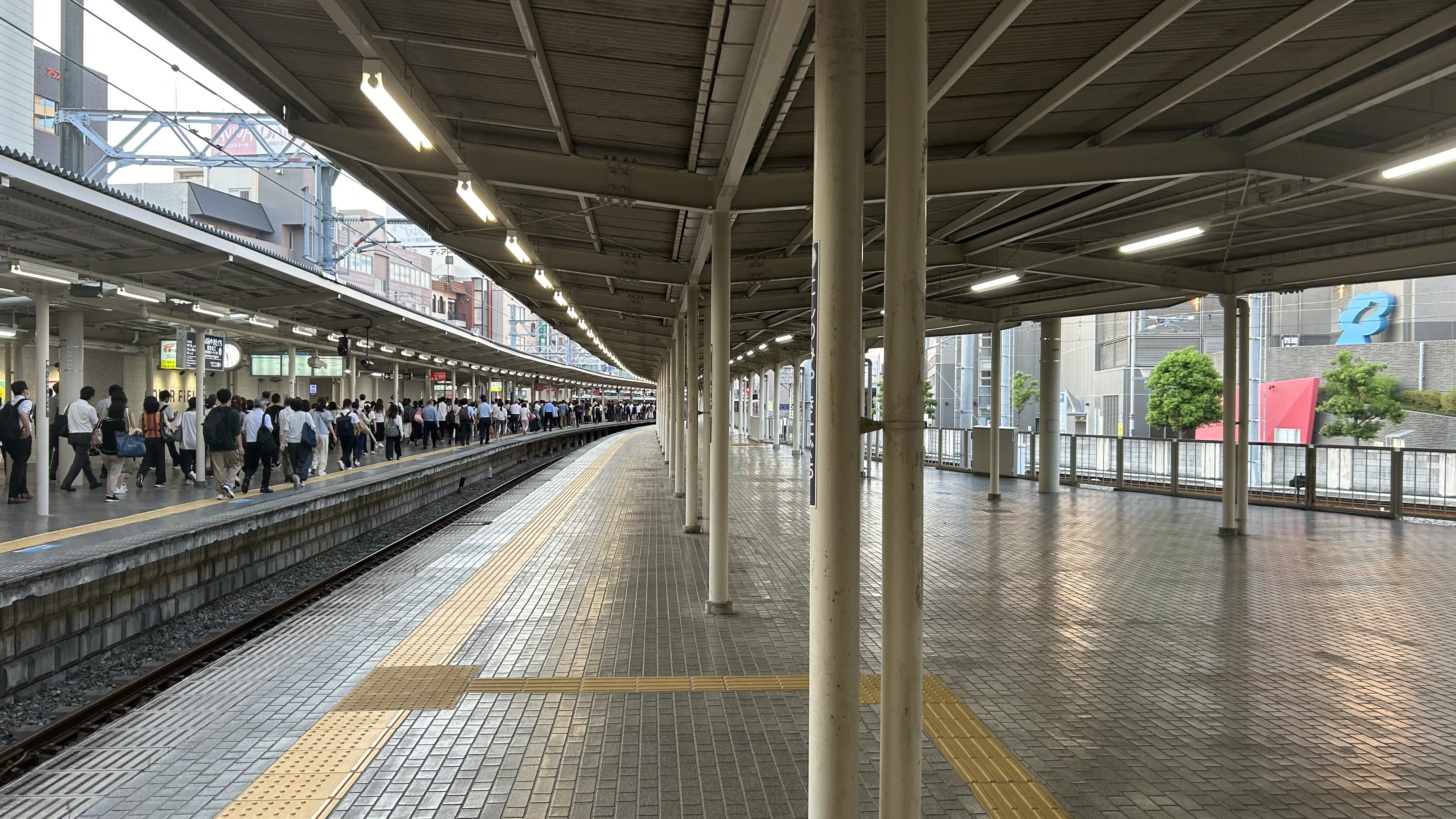
6号線降車専用ホーム
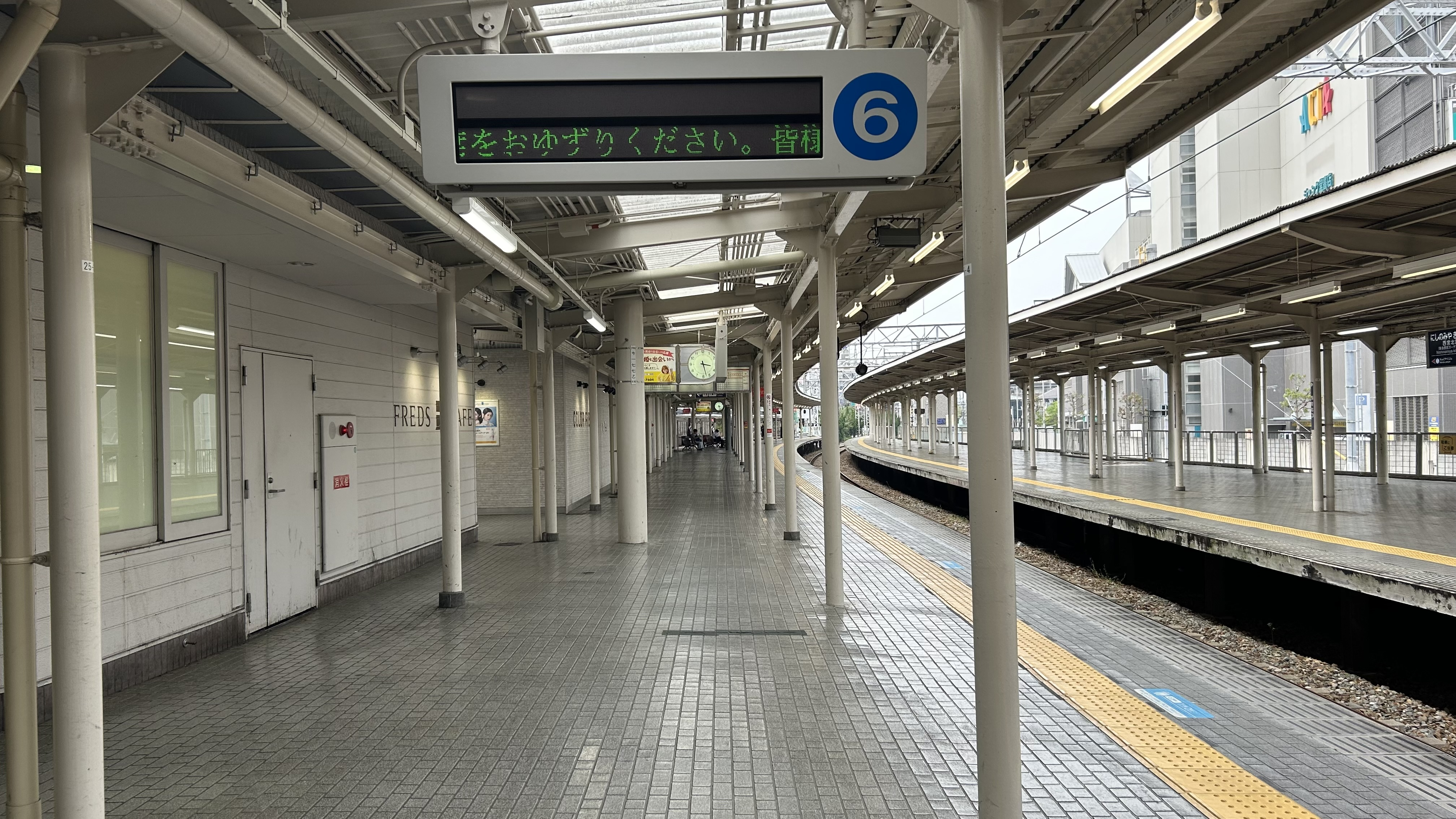
6号線ホーム
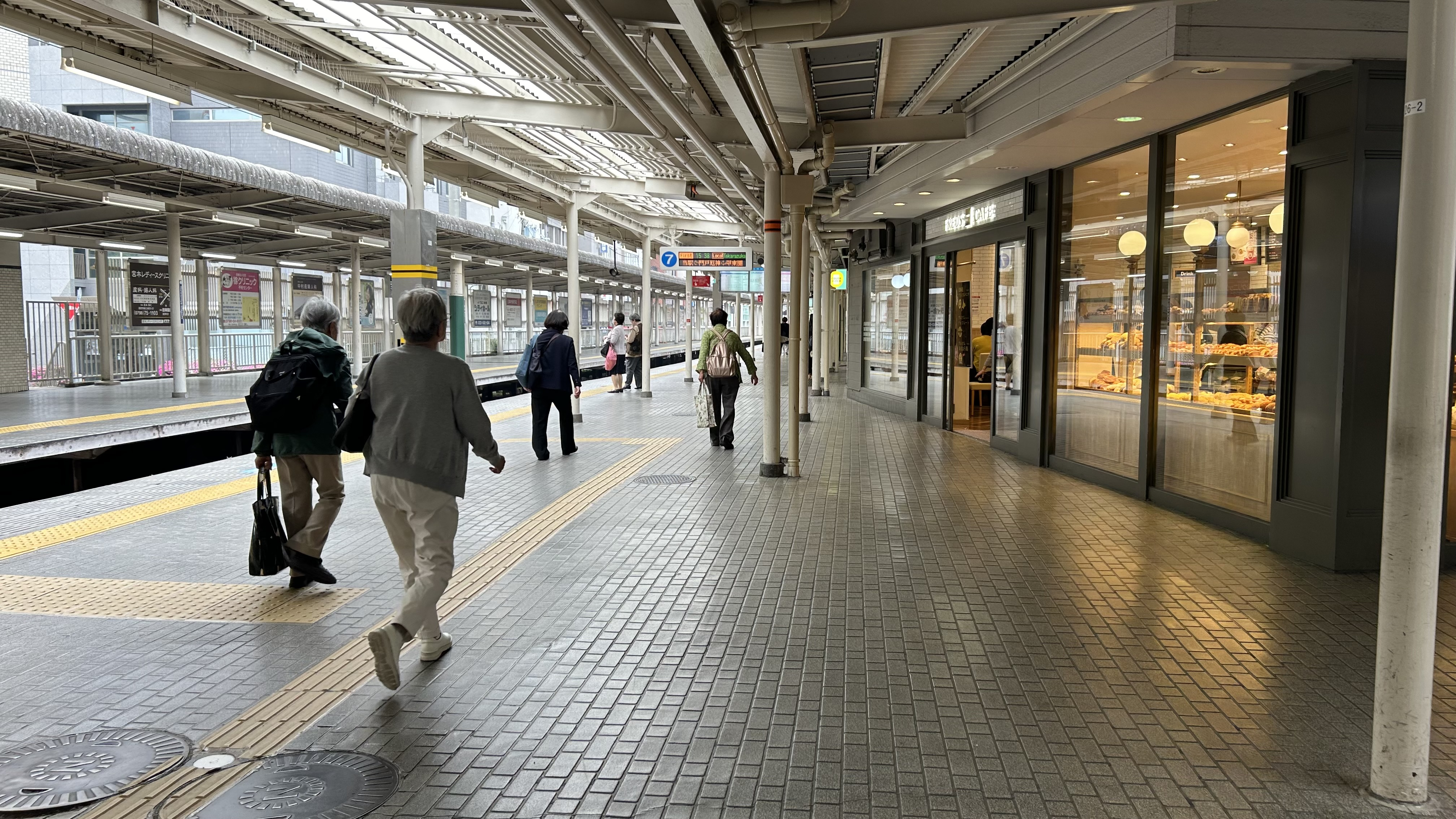
7号線ホーム
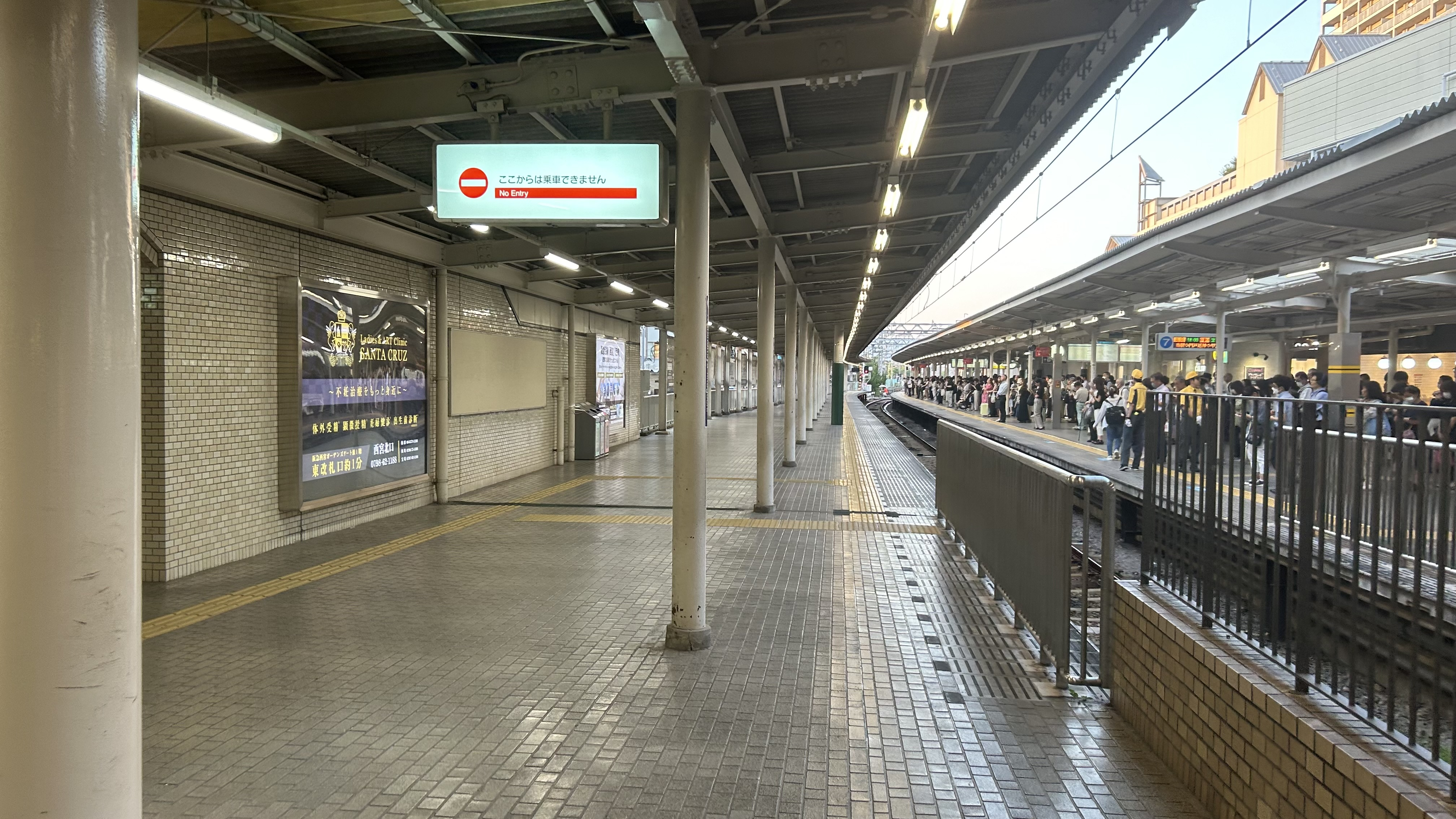
7号線降車専用ホーム
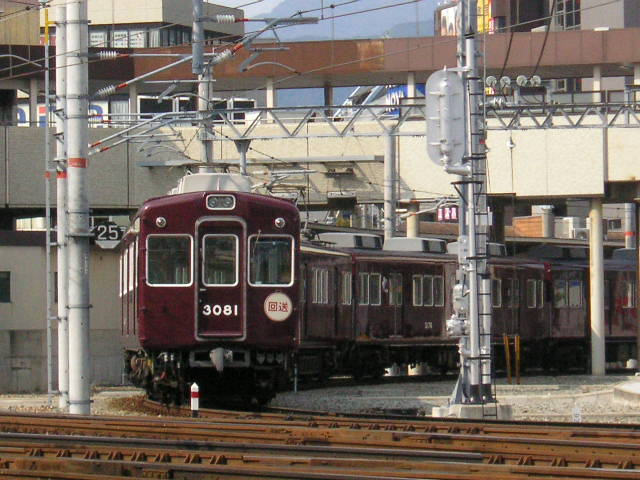
西宮車庫出入庫で渡り線に入線した今津（北）線の回送電車

### トイレ
トイレは改札内コンコースと6・7号線ホーム中ほどにある。

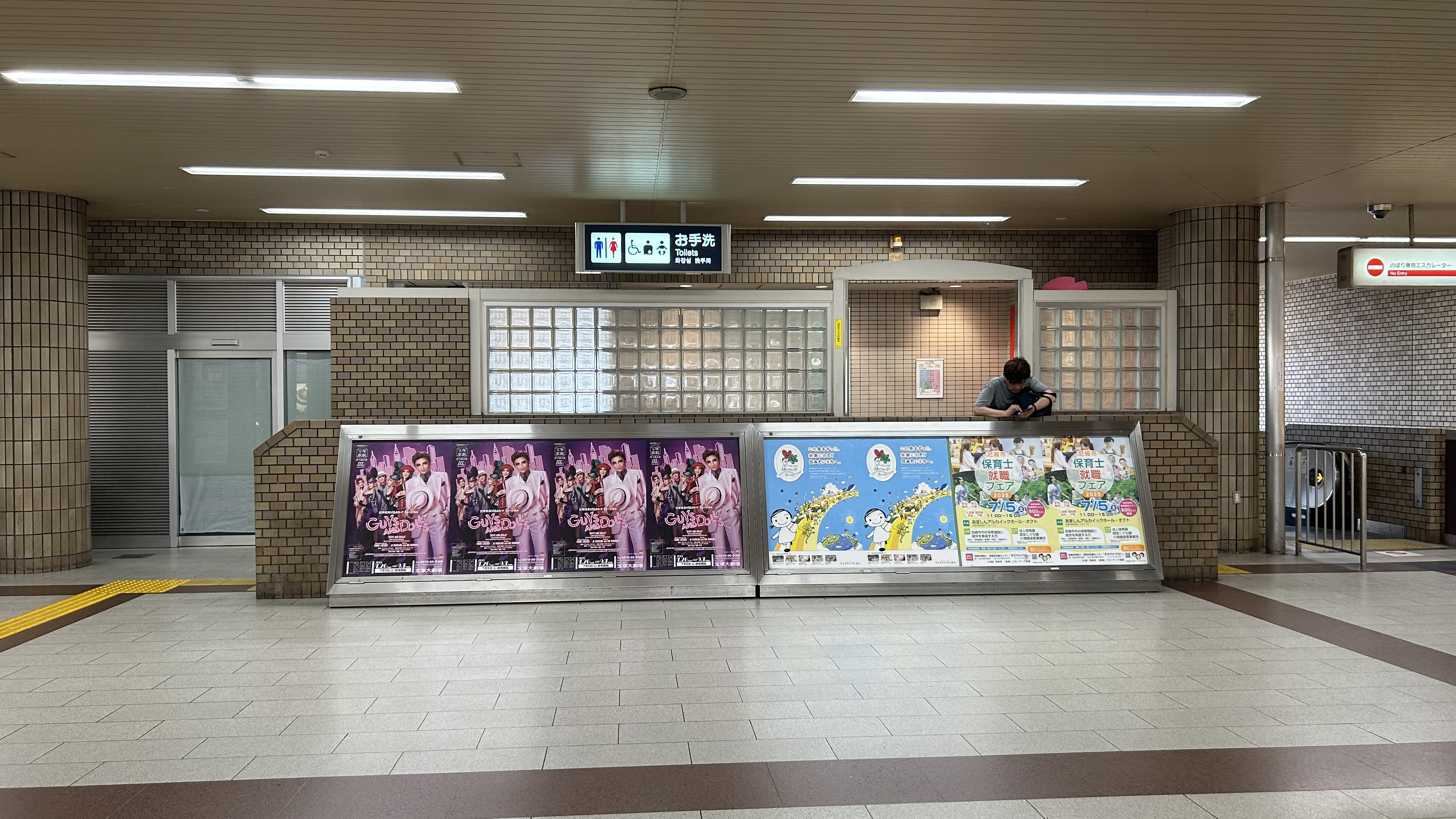
改札内コンコーストイレ
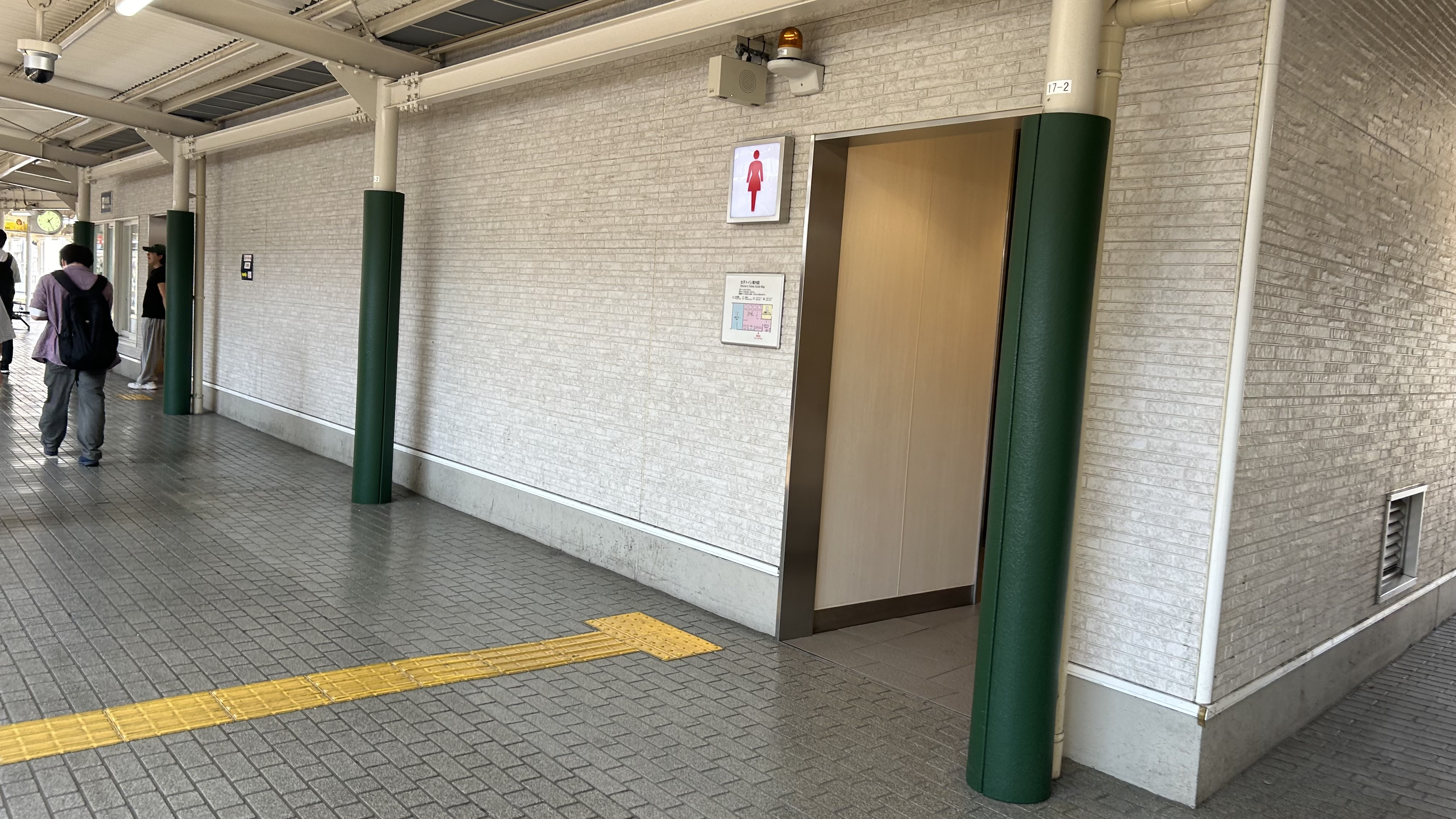
6・7号線ホームトイレ

### 過去の西宮北口駅の様子

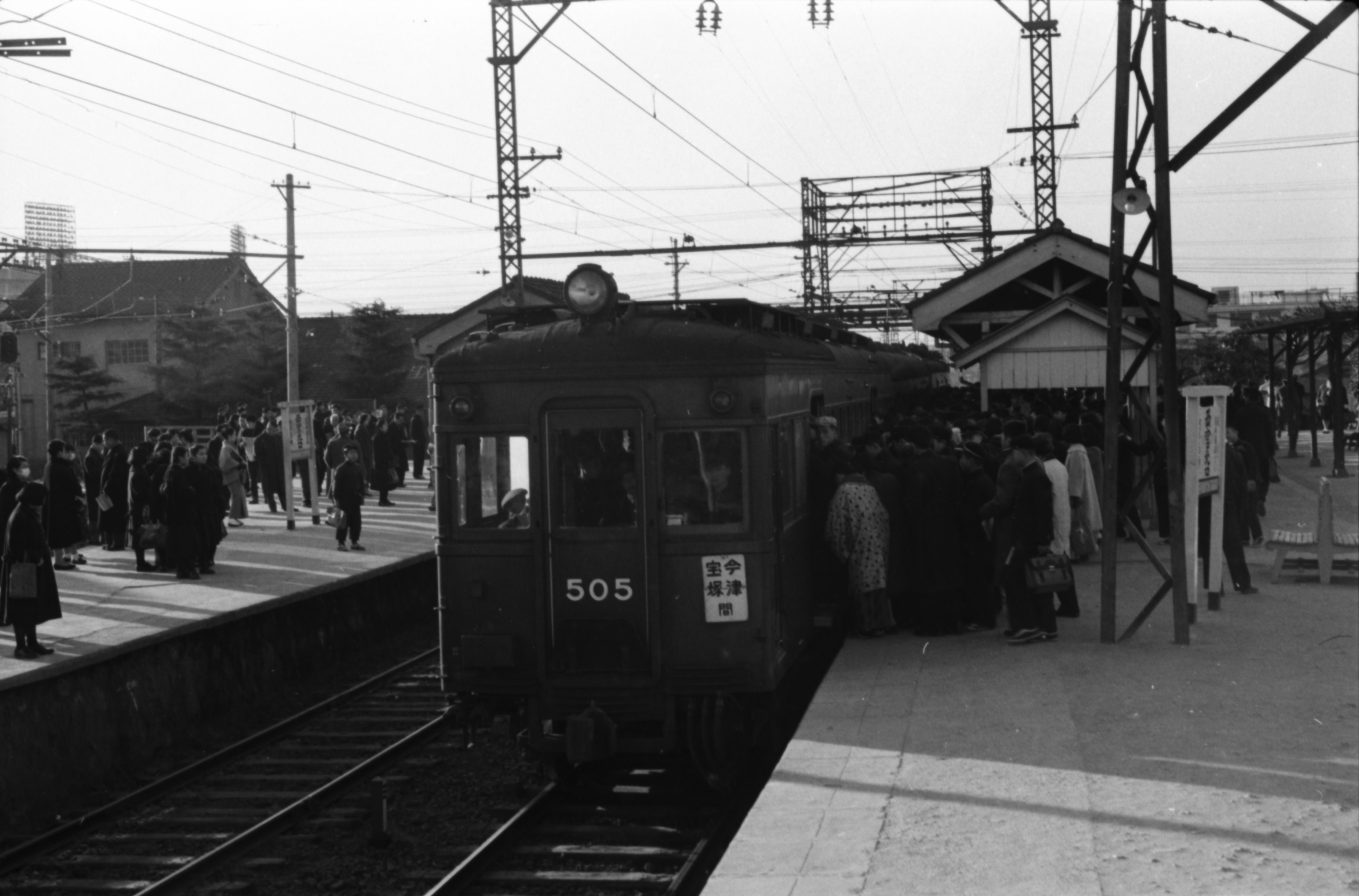
西宮北口駅の構内（1957年）

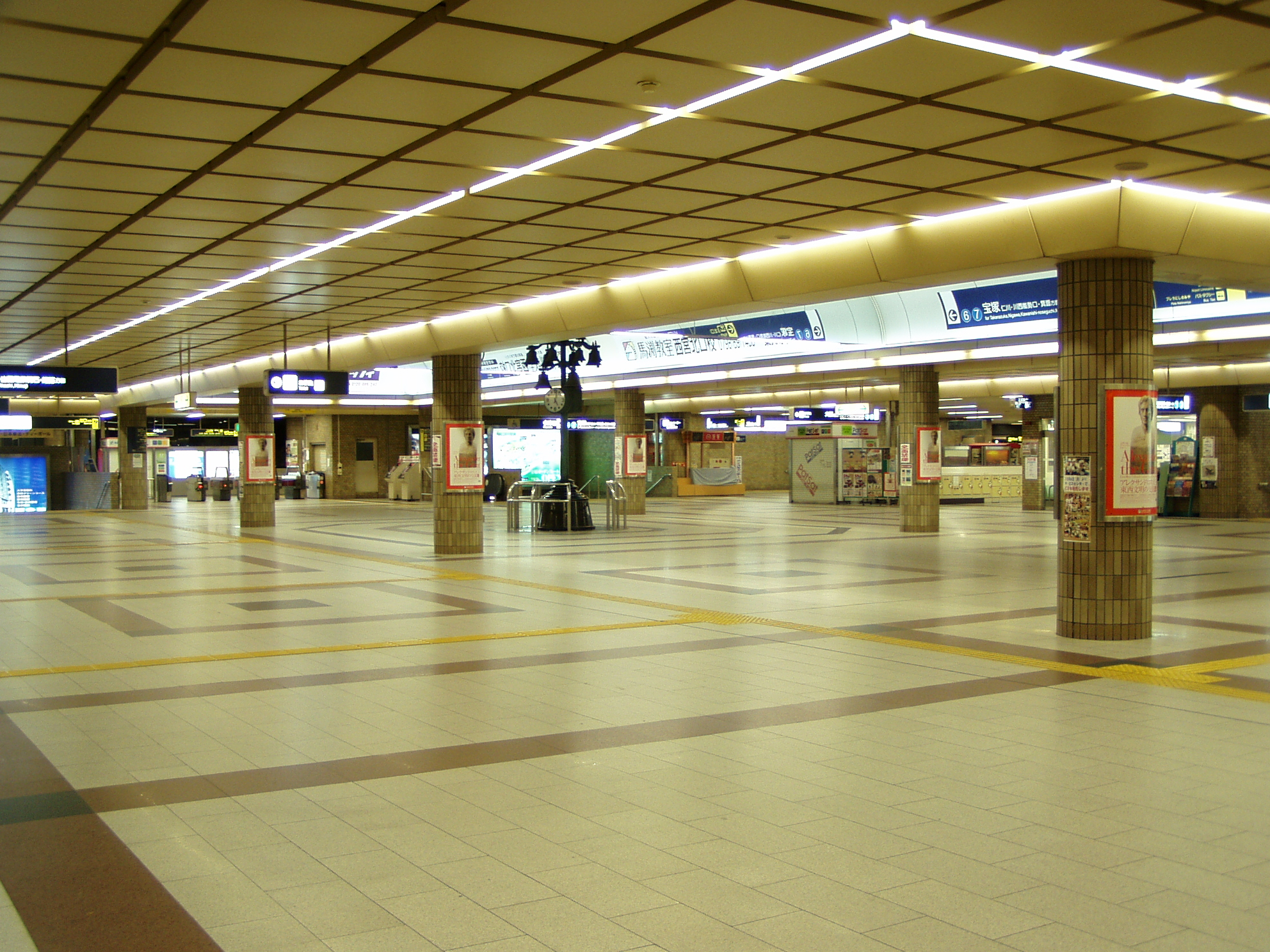
2003年（平成15年）の西宮北口駅コンコースの様子。2024年現在設置されている、カリヨン周囲のベンチ等造作物が設置されていない。

#### 店舗
改札内には多数の店舗があり、コンコース内だけでもブックファースト・551蓬萊・喫茶店・雑貨店などが軒を連ねている。また、6・7号線ホーム宝塚方にはイートインベーカリー「フレッズカフェ」（当初はマクドナルドであった）や化粧雑貨店「カラーフィールド」、QB HOUSE、同ホーム階段側にはローソンHAや若菜そば（旧阪急そば 若菜）がそれぞれ営業している。

#### 橋上駅舎化以前
1987年に橋上駅舎化される以前は、各ホームが離れた状態で設置されていた。駅開業当初は構内踏切で各ホームを連絡していたが、この構内踏切には遮断機はなく、係員が手動で柵をスライドさせていた。ただ、危険が伴うので1960年12月に地下道が設けられ、各ホームの連絡はこちらを使用するようになった。ただし、構内踏切も今津線分断化まではラッシュ時や阪急西宮球場（のちの阪急西宮スタジアム）での野球・競輪やイベント開催時には使用されていた。改札口は、神戸本線北側に地下の東改札口と地上の西改札口、元臨時改札口付近に設置された地上の南改札口の、計3か所あった。また、地下道上の明かり取り窓の上には花壇が設けられていた。これらの地下道は、1984年の平面交差解消後も1年間使用され、1985年の橋上駅舎落成により閉鎖された。さらに、神戸本線と今津線の列車同士が衝突するのを避けるため、それぞれの平面交差手前に脱線転轍器（脱線ポイント）が設けられていた。

##### 神戸本線：1 - 4号線
南北に結ぶ今津線を挟んで、東側に神戸方面行きホーム（1・2号線）、西側に大阪方面行きホーム（3・4号線）が存在していた。1号線と4号線は現在と同様に両側をホームで挟む構成で、外側のホームが降車専用となっていた。ただし、当時は神戸側に折り返し線はなく、折り返しの車両はいったん神戸側に引き上げ、本線上で直接折り返しを行っていた。
既に宝塚本線・京都本線で実施されていた10両編成運転を神戸本線でも実施するため、1984年に平面交差を解消。1985年に橋上駅舎化された際に、1・2号線ホームは現在の位置である3・4号線の南側に移動した。さらに地下道入口閉鎖工事とともにホームを延長して10両編成対応とした。また3・4号線も、大阪側にホームが延伸された。

##### 今津線：5 - 7号線、旧8号線
上下線とも東西に結ぶ神戸本線を挟んで北側にあり、西側から7号線降車ホーム、7号線・6号線（宝塚方面）ホーム、5号線（今津方面）ホームとなっていた。7号線はかつて神戸方面と線路が繋がっていたが、1959年冬に分断され、以降は当駅止まりの列車の発着に使用された。なお、宝塚方面からで当駅止まりの運行列車は基本的に7号線に入線していたが、すぐ隣の西宮車庫に入庫する列車は5号線で折り返していた。また、1977年（昭和52年）に今津線6両編成化による駅改良工事を実施するまでは7号線の西側に旧8号線が存在しており（これも神戸方面と線路が繋がっていた。跡地には駅ビルが建っている）、ラッシュ時の折り返し用、および西宮車庫から、今津線に電車を入れる際に、使用されていた。
1984年の平面交差解消後に6号線の線路部分は埋められ、現在の6・7号線乗車用ホームとなった。また同様に旧5号線ホームは6号線降車ホームとなっている。なお、線路の位置自体は、6号線降車ホームを拡幅するため、後の工事で元の5号線よりも若干西側に移動している。
旧8号線は、かつては神戸本線上り線と線路が繋がっており、これらの線を使用して、週末には宝塚 - 神戸間直通普通列車が運行されていた。京都 - 宝塚間を神戸本線・今津線経由で直通する「歌劇特急」も、宝塚から京都へ向かう場合はこれらの線を経由していったん神戸本線に入線し、当駅での客扱いを行っていた。また、9号線と合わせてデルタ線（三角線）を形成していたことから、これを用いて京都線用の100形（P-6形）を方向転換したこともある。これらの神戸側の連絡線機能は、1968年（昭和43年）の神戸高速鉄道乗り入れ開始に伴うダイヤ改正で、歌劇特急や宝塚 - 神戸間直通普通列車の運転中止に伴い廃止され、折り返し専用となった。

### ダイヤモンドクロス

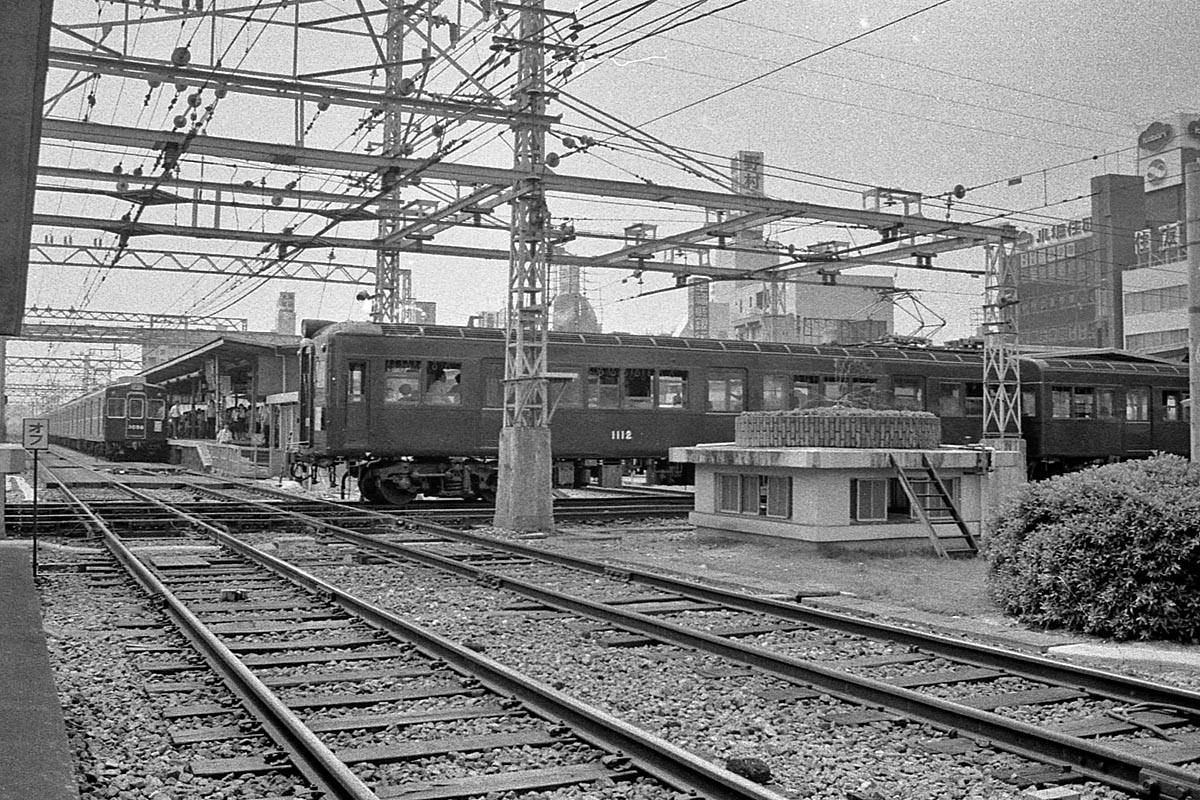
ダイヤモンドクロス 今津線宝塚行の列車が神戸線を横切る
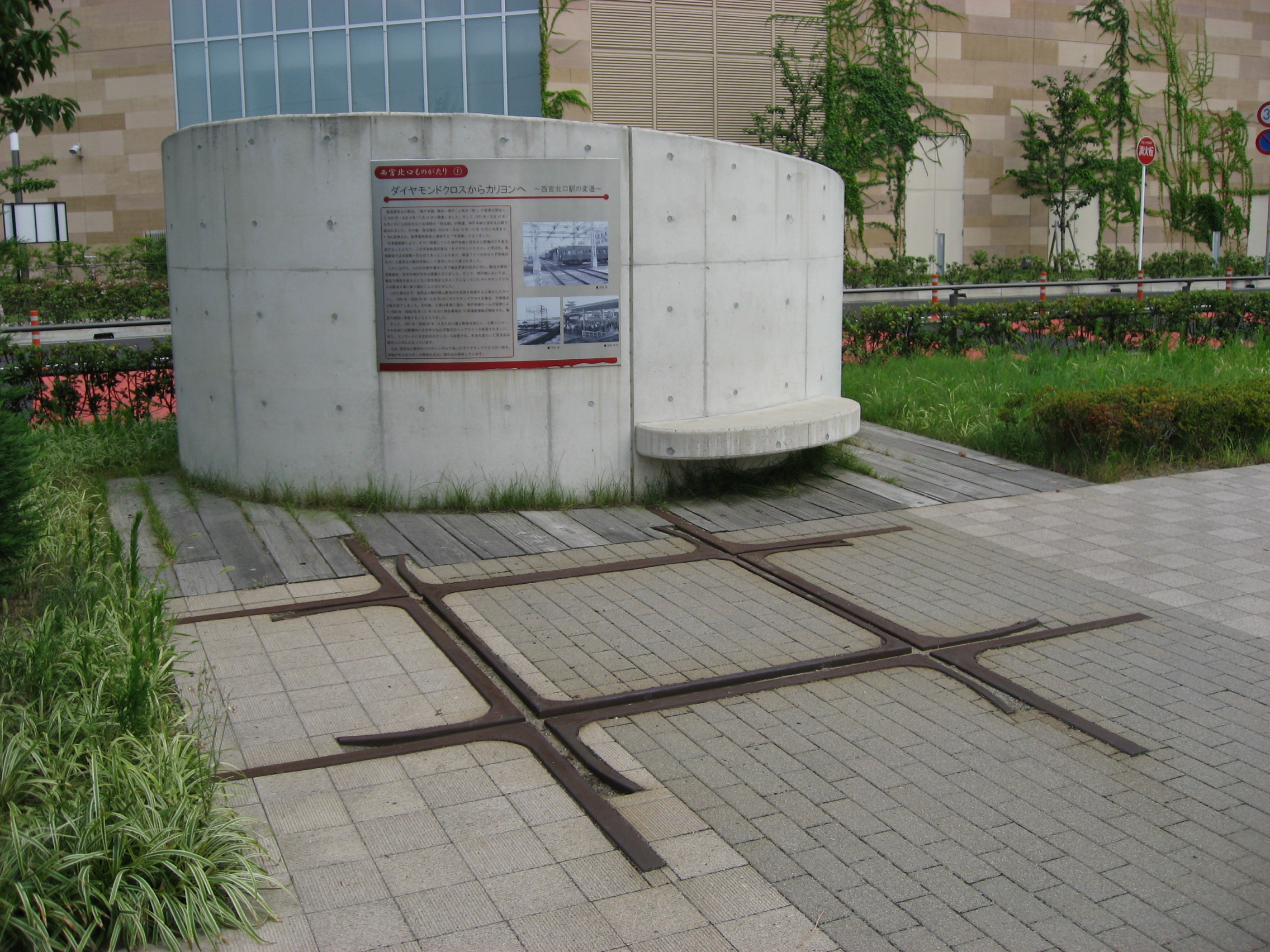
「高松ひなた緑地」に保存されているダイヤモンドクロス

当駅のダイヤモンドクロスとは、かつて1・2号線ホームの西側、3・4号線ホームの東側、5 - 7号線ホームの南側に存在していた、神戸本線と今津線が直角に交わる平面交差を指す。
1926年の今津線延伸当時は立体交差が技術的に難しかったこともあり、平面交差を採用した。路面電車同士や路面電車と鉄道線の平面交差は珍しくはなかったが、高速走行を前提とする路線同士が平面交差するものとしては日本唯一のものであった。なお、このダイヤモンドクロスを列車が横断する平均時間は72秒であった。
長らく神戸本線と今津線の運行ダイヤ作成上のネックであったが、神戸本線のラッシュ時の特急などの優等列車10両編成化に伴い、1984年にダイヤモンドクロスの阪神国道駅側に今津線の地平ホームを追加してダイヤモンドクロスを解消した。以来今津線は当駅で2系統に分断され、今津北線と今津南線という通称にもなっている。
当時のレールの一部は、神戸市営地下鉄（開設時は北神急行電鉄）谷上車庫に保存されており、実際に車両基地内で使用する機械の移動等に使用されており、見学会などの際には公開エリア次第では見学できることもある。また、阪急西宮ガーデンズの北側にある「高松ひなた緑地」にもレールの実物が埋められ展示されている。その他、阪急西宮ガーデンズ本館5階クリスタルガーデンではキッズスペース横「阪急西宮ギャラリー」において1983年当時の阪急西宮スタジアムを始めとした西宮北口駅周辺の実物の1/150スケールのジオラマ模型などが展示されている。
阪急西宮スタジアムにて西宮競輪が開催されていた当時行われていた、開設記念競走「阪急ダイヤモンド賞」の名称は当駅にあったダイヤモンドクロスにちなんでおり、優勝選手には阪急電鉄より1カラットのダイヤモンドが副賞として贈られていた。
| | ↑ 今津                           |        |
| ← 梅田 | 西宮北口駅配線図（平面交差時代） | → 三宮 |
| | ↓ 宝塚                           |        |
| 凡例 出典:川島 P.57による。 平面交差時代（1984年以前）の配線図。点線の線路のうち、神戸本線と今津線との連絡線は1968年（昭和43年）に、8号線となった残りの線路は1977年（昭和52年）に廃止され、水色のホームは降車専用ホームとなった。 |                                  |        |

## ダイヤ

### 神戸本線（神戸三宮方面、大阪梅田方面）
日中は上下とも特急・普通がそれぞれ毎時6本ずつ発車し、緩急接続を行う。平日夕方ラッシュの神戸方面では特急との緩急接続が快速に変わる他、上下ともに当駅から大阪梅田駅までの区間運転の普通が運行される。

### 今津線（仁川・宝塚方面、今津方面）
日中は上下とも毎時6本が発車する。
6・7号線から発車する宝塚方面は朝ラッシュ時は4〜7分間隔、夕ラッシュ時は5〜9分間隔で運転。宝塚方面のみ阪急線内唯一の土曜日ダイヤが設けられていて、7時台を中心に本数が増えている。しかし沿線学校（関西学院大学・神戸女学院・仁川学院）などが長期休業期間になると増発列車は運休となり休日ダイヤ同様の毎時6本の運転となる。
5号線から発車する今津方面は朝ラッシュ時は6分間隔での運転、夕ラッシュ時は7〜8分間隔で運転。

## 利用状況
2023年（令和5年）の通年平均乗降人員は92,815人である。阪急全線において、大阪梅田駅・神戸三宮駅に次ぐ第3位である。また、西宮市内の鉄道駅において最多の利用者数である。

### 年次別利用状況
各年次の1日平均利用状況の推移は下表の通り。
| 年次               | 乗車人員 | 降車人員 | 乗降人員 | 増減率 | 順位 | 出典       |
| ------------------ | -------- | -------- | -------- | ------ | ---- | ---------- |
| 2016年（平成28年） | 49,630   | 49,811   | 99,441   |        | 3位  | [ 阪急 1 ] |
| 2017年（平成29年） |          |          | 100,359  | 0.9%   | 3位  | [ 阪急 2 ] |
| 2018年（平成30年） |          |          | 100,207  | -0.2%  | 3位  | [ 阪急 3 ] |
| 2019年（令和元年） |          |          | 103,925  | 3.7%   | 3位  | [ 阪急 4 ] |
| 2020年（令和02年） |          |          | 75,419   | -27.4% | 2位  | [ 阪急 5 ] |
| 2021年（令和03年） |          |          | 78,383   | 3.9%   | 2位  | [ 阪急 6 ] |
| 2022年（令和04年） |          |          | 87,145   | 11.2%  | 3位  | [ 阪急 7 ] |
| 2023年（令和05年） |          |          | 92,815   | 6.5%   | 3位  |            |

#### 年次別利用状況（平日限定）
2007年次から2015年次までのデータは平日限定となっていた。
| 年次               | 乗車人員 | 降車人員 | 乗降人員 | 増減率 | 順位 | 出典        |
| ------------------ | -------- | -------- | -------- | ------ | ---- | ----------- |
| 2007年（平成19年） | 37,773   | 37,891   | 75,664   |        | 4位  | [ 阪急 8 ]  |
| 2008年（平成20年） | 40,600   | 40,744   | 81,344   | 7.5%   | 3位  | [ 阪急 9 ]  |
| 2009年（平成21年） | 46,736   | 46,887   | 93,623   | 15.1%  | 3位  | [ 阪急 10 ] |
| 2010年（平成22年） | 46,828   | 46,955   | 93,783   | 0.2%   | 3位  | [ 阪急 11 ] |
| 2011年（平成23年） | 47,648   | 47,776   | 95,424   | 1.7%   | 3位  | [ 阪急 12 ] |
| 2012年（平成24年） | 48,515   | 48,672   | 97,187   | 1.8%   | 3位  | [ 阪急 13 ] |
| 2013年（平成25年） | 49,084   | 49,239   | 98,323   | 1.2%   | 3位  | [ 阪急 14 ] |
| 2014年（平成26年） | 49,718   | 49,924   | 99,642   | 1.3%   | 3位  | [ 阪急 15 ] |
| 2015年（平成27年） | 49,871   | 50,054   | 99,925   | 0.3%   | 3位  | [ 阪急 16 ] |

### 年間乗車人員
近年の1年間の乗車人員は以下の通り。なお下表内の数値の単位は全て「千人」である。
| 年度               | 年間 乗車人員 | 出典          |
| ------------------ | ------------- | ------------- |
| 2003年（平成15年） | 14,719        | [ 西宮市 1 ]  |
| 2004年（平成16年） | 14,483        | [ 西宮市 1 ]  |
| 2005年（平成17年） | 14,651        | [ 西宮市 1 ]  |
| 2006年（平成18年） | 14,479        | [ 西宮市 1 ]  |
| 2007年（平成19年） | 14,889        | [ 西宮市 1 ]  |
| 2008年（平成20年） | 14,845        | [ 西宮市 1 ]  |
| 2009年（平成21年） | 15,824        | [ 西宮市 2 ]  |
| 2010年（平成22年） | 17,532        | [ 西宮市 3 ]  |
| 2011年（平成23年） | 17,995        | [ 西宮市 4 ]  |
| 2012年（平成24年） | 18,425        | [ 西宮市 5 ]  |
| 2013年（平成25年） | 19,429        | [ 西宮市 5 ]  |
| 2014年（平成26年） | 19,499        | [ 西宮市 5 ]  |
| 2015年（平成27年） | 19,936        | [ 西宮市 5 ]  |
| 2016年（平成28年） | 20,128        | [ 西宮市 6 ]  |
| 2017年（平成29年） | 20,349        | [ 西宮市 7 ]  |
| 2018年（平成30年） | 20,322        | [ 西宮市 8 ]  |
| 2019年（令和元年） | 21,051        | [ 西宮市 9 ]  |
| 2020年（令和02年） | 16,242        | [ 西宮市 10 ] |
| 2021年（令和03年） | 16,283        | [ 西宮市 11 ] |
| 2022年（令和04年） | 17,886        | [ 西宮市 12 ] |

## 駅周辺
昔からの地元住民や、阪神間で「キタグチ（北口）」といえば西宮北口を指すが、2000年代以降は「ニシキタ（西北）」と呼ばれることの方が多い。西宮市は西宮神社の門前町として長い歴史を持ち、もともとの中心市街地は西宮神社に近い阪神本線の西宮駅周辺であった。そのため開業当時は当駅周辺は周囲に何もない駅だったとされているが、大阪や神戸への交通の利便性から戦後は急速に市街化が進み、西宮市内で最も利用者数が多い鉄道駅へと発展した。
駅北西側にある甲風園一帯は西宮七園を構成する高級住宅街である。また多くの児童・生徒が通学に当駅を利用することから、学習塾や予備校が立地する関西有数の塾激戦区であり、特に中学受験用の塾が集積している。
駅南西側はバスロータリーのほか、プレラにしのみや、兵庫県立芸術文化センター、分譲マンションや社宅などの住宅が建ち並んでいる。両度町のうち山手幹線に面した一部を除いたほぼ全ての町域と高松町の一部（兵庫県立芸術文化センターの敷地の一部など）には、阪急電鉄の前身である阪神急行電鉄が陸軍航空本部の協力のもと建設した、航空機に関するテーマパーク『西宮航空園』があった。1943年4月18日に『関西国民航空練成場』として開場、のち同年7月に『西宮航空園』と改称し（『関西国民航空練成場』併記）、1945年8月の終戦まで営業を続けた。終戦後はこの西宮航空園跡地で戦後初の本格博覧会であるアメリカ博覧会が1950年3月18日から6月11日まで86日間にわたり開催された。
駅南東側には阪急ブレーブス → オリックス・ブレーブスの本拠地球場だった阪急西宮球場があった（オリックスの本拠地移転後に阪急西宮スタジアムと改称）。このため当駅にはその当時（「阪急西宮球場前」→）「阪急西宮スタジアム前」の副駅名が付けられていた。阪急西宮スタジアムは2002年（平成14年）をもって閉鎖、2004年（平成16年）から2005年にかけ解体されたのち、その跡地に再開発により誕生したのが阪急西宮ガーデンズである。
- 阪急電鉄西宮車庫
- 阪急西宮ガーデンズ
  - 西宮阪急（阪急百貨店）
  - TOHOシネマズ
  - イズミヤ
  - ロフト
  - ブックファースト
  - 無印良品
  - 上新電機
- アクタ西宮
  - 西宮市役所アクタ西宮ステーション
  - 西宮市立北口図書館
  - 西宮市北口保健福祉センター
  - 西宮北口郵便局
  - ジュンク堂書店
  - 無印良品
  - コープこうべ
  - アカチャンホンポ
- プレラにしのみや
  - 西宮市立中央公民館
  - 西宮市プレラホール
  - 西宮市男女共同参画センター ウェーブ
  - 西宮高松郵便局
- 北口南阪急ビル
- 兵庫県立芸術文化センター
- 兵庫県自動車学校
- 兵庫栄養調理製菓専門学校
- 西宮北昭和郵便局
- 甲子園短期大学
- 甲子園学院中学校・高等学校
- 阪急学園保育園
- コナミスポーツクラブ本店西宮・本店西宮アネックス
- 古野電気本社
- 山手幹線
- 甲南大学「Konan CUBE 西宮」（マネジメント創造学部）
- 関西スーパー 広田店
- 三井住友銀行 西宮北口支店・西宮北口ロ－ンプラザ

### 阪神大震災と駅前再開発
1995年1月17日早朝に発生した阪神・淡路大震災では、当駅周辺も大きな被害を受けた。特に、古い木造建築が密集した駅の北東地区は壊滅的な被害を受けた。また、阪急神戸本線の西宮北口以西が不通になっていた時期には、阪急西宮スタジアム前（現在の阪急西宮ガーデンズ北西駐輪場付近）が代替バスの発着場所となっており、毎日長蛇の列ができた。
阪神・淡路大震災前は、駅を基準に概ね以下のような特徴を有していた。
- 北東地区：駅前は北口本通り商店街や北口市場・新北口市場で、多数の個人商店が連ねていた。少し離れると閑静な住宅街で、古い木造建築が密集した商住混在地であった[5]。
- 北西地区：駅前は銀行や証券会社などの金融機関、学習塾、飲食店やスーパーマーケット（コープ）など。少し離れると閑静な住宅街（甲風園・昭和園）。
- 南東地区：バスターミナル、阪急西宮スタジアムを中心としたスポーツ施設、飲食店、個人商店、住宅街。
- 南西地区：幼稚園、社宅や公団住宅[26]（通称「北口団地」[25]）、公民館、スーパーマーケット（ニチイ → 西宮サティ）・スポーツクラブ（ピープル → コナミスポーツクラブ）、ショップ。

駅周辺は幅員の狭い道が非常に多かったことから（2000年代以降でもいくつか残されている）、戦後は路線バスやトラックなど大型車両の通行が困難を極めるようになり、周辺道路にも影響をおよぼすなど街の発展を阻害する状況に陥っていた。そのため土地区画整理事業により現在の姿へと再開発することが震災前から計画されていたものの、周辺住民の猛反対により進捗せず現状維持のままとなっていた。だが、震災により北東地区を中心に壊滅的な被害を受けたことで、震災後は駅周辺一帯が西宮市の土地区画整理事業の推進地区となり、併せて周辺住民の理解も得られたことから再開発が急速に進展した。
- 北東地区：最も被害が大きかったエリア。北東震災復興再開発事業が行われ、市場や商店街の跡地に地上18階建ての再開発ビル「アクタ西宮」が建設された[5]。また、駅東側を南北に結ぶアンダーパスが拡充整備され、周辺道路の交通事情が大幅に改善された[5]。
- 北西地区：被害が少なかったこともあり、震災前と大きくは変わらない。甲風園や昭和園などの閑静な住宅街も残っている[5]。
- 南東地区：阪急西宮スタジアムなどのスポーツ施設が閉鎖・解体され、その跡地には西日本最大級のショッピングセンターである「阪急西宮ガーデンズ」が2008年（平成20年）11月26日に開業し、同時に駅直結のペデストリアンデッキが新設された[5]。さらに、阪急西宮ガーデンズ西側の隣接地に、甲南大学が新キャンパス「Konan CUBE 西宮」（マネジメント創造学部）を2009年4月に開設した[5][注 5]。
- 南西地区：新たに出口とロータリーが設けられ、シェルター型のバスターミナルが整備された[5]。駅に隣接した老朽化した公団住宅は取り壊され、その跡地に阪急不動産などによる高層分譲マンション、「ジオタワー西宮北口」（26階建て・194戸）が竣工した[5]。バスターミナル南側には南東側にあったマンションなどの立ち退きに伴う再開発ビル「プレラにしのみや」・兵庫県立芸術文化センター（2005年10月開館）、芸術文化センターと駅を直結するペデストリアンデッキ、さらにその間のバスターミナル横には商業ビルとスポーツクラブ、高層タワーマンションが建設された[5]。スーパー（SATY）・スポーツクラブ（コナミスポーツクラブ）は2005年1月に閉店し、その跡地は現在住宅展示場となっている。

## バス路線
駅の南北にバスロータリーがある。

### 南側
阪急バスと阪神バスが乗り入れる。停留所名は阪急バスとさくらやまなみバスは「阪急西宮北口駅」。阪神バスは「西宮北口」。

#### 阪急バス
さくらやまなみバスと呼ばれる西宮市コミュニティバスの運行も担当している。
| のりば | 路線名                          | 系統・行先                                   | 備考                                                          |
| ------ | ------------------------------- | -------------------------------------------- | ------------------------------------------------------------- |
| 1      | 西宮市内線                      | 24系統：朝凪町/誠成公倫会館                  | 一部便は誠成公倫会館止まり。同会館休館日は一部便が運休        |
| 1      | 西宮市内線                      | 39系統：JR甲子園口駅                         | 朝の3本のみ                                                   |
| 1      | 西宮市内線                      | 50系統：JR甲子園口駅・西宮中央病院前方面     | 16時台以降                                                    |
| 1      | 西宮市内線                      | 51系統：西宮中央病院前・JR甲子園口駅方面     | 15時台まで                                                    |
| 1      | 西宮市内線                      | 52系統：JR甲子園口駅・大屋町方面             | 14時台まで                                                    |
| 2      | 西宮市内線                      | 11系統：阪急甲東園駅                         | 中村・上ヶ原六番町経由。平日23時台の2本は深夜バス（運賃倍額） |
| 2      | 西宮市内線                      | 12系統：阪急甲東園駅                         | 1日3本のみ。能登町・上ヶ原六番町経由                          |
| 2      | 西宮市内線                      | 16系統：阪急甲東園駅                         | 1日4本のみ。能登町・愛宕山経由                                |
| 2      | 西宮市内線                      | 19系統：阪急甲東園駅                         | 朝夕のみ。中村・愛宕山経由                                    |
| 2      | 西宮市内線                      | 24系統：阪急甲東園駅                         | 1日4本のみ。能登町・神戸女学院西門前経由                      |
| 3      | 西宮市内線                      | 26系統：阪神西宮                             | 阪神バス西宮北口線との共同運行扱い（阪急バス便は1日3本のみ）  |
| 3      | 西宮市内線                      | 1系統：西宮甲山高校前                        | 平日朝の1本のみ                                               |
| 3      | 西宮市内線                      | 2系統：甲山墓園前                            | 1日2本のみ                                                    |
| 3      | 西宮山口線 (さくらやまなみバス) | 有馬系統：山口営業所前/名来                  |                                                               |
| 3      | 西宮山口線 (さくらやまなみバス) | 金仙寺系統：山口センター前/山口営業所前/名来 | 山口センター前行きは平日朝の1本のみ                           |

#### 阪神バス
3番のりばを阪急バスと共用する形で乗り入れている。
| のりば | 路線           | 行先         | 備考                                                        |
| ------ | -------------- | ------------ | ----------------------------------------------------------- |
| 3      | 西宮北口線     | 阪神西宮     | 阪急バス26系統との共同運行扱い（阪神バス便は土休日1本のみ） |
| 3      | マリナパーク線 | マリナパーク |                                                             |

### 北側
以下の空港リムジンバスが乗り入れる。
- 関西国際空港 行（大阪空港交通・関西空港交通・阪神バス共同運行）

## 作品における描写
- 『決戦・日本シリーズ』 - 阪神電気鉄道の凱旋列車を、当駅に存在した平面交差を用いて阪急側が走行妨害する場面がある。
- 『怪人二十面相と少年探偵団』 - 阪急ドラマシリーズ。ドラマの舞台の一つとして、西宮北口駅とその周辺が登場する。
- 『がんばれ!!タブチくん!!』 - 当駅で電車を止めて客を阪急ブレーブスの試合に誘導しようと団が画策するが、客はみな線路の上を歩いていってしまうというエピソードがある。
- 『涼宮ハルヒシリーズ』（原作）・『涼宮ハルヒの憂鬱』（アニメ） - 作品内で登場する「北口駅」のモデルとされている。また、北西口にある駅前公園も作品内で描写されている（ただし、駅前公園はアニメ放映後に改修工事が行われており、現在の風景は作中で描写されている風景とは異なっている）。
- 『阪急電車』 - 短編小説集で、今津北線各駅を2話ずつ舞台にしている。

## 隣の駅

### 阪急電鉄
■神戸本線
■特急
十三駅 (HK-03) - 西宮北口駅 (HK-08) - 夙川駅 (HK-09)
■通勤特急・■準特急・■急行（急行は当駅 - 神戸三宮駅間の各駅に停車）
塚口駅 (HK-06) - 西宮北口駅 (HK-08) - 夙川駅 (HK-09)
■準急（今津北線から直通）
通過（神戸本線と今津北線との渡り線（連絡線）を通り、客扱いはしない）
■快速・■普通
武庫之荘駅 (HK-07) - 西宮北口駅 (HK-08) - 夙川駅 (HK-09)
■今津線（今津北線）
■準急（神戸本線へ直通）
通過（神戸本線と今津北線との渡り線（連絡線）を通り、客扱いはしない）
■普通
門戸厄神駅 (HK-23) - 西宮北口駅 (HK-08)
■今津線（今津南線）
西宮北口駅 (HK-08) - 阪神国道駅 (HK-22)

- 今津北線と神戸本線を直通する列車は、準急に限らずすべて当駅には停車しない。
- 戦前には西宮神社の最寄り駅として、西宮戎駅が隣の夙川駅との間に設けられていたことがあった。

### 記事本文